# Jarnac
Pour les articles homonymes, voir Jarnac (homonymie).
Jarnac, en saintongeais Jharnat,, est une commune du Sud-Ouest de la France, située dans le département de la Charente, en région Nouvelle-Aquitaine. Elle est située sur la rive droite du fleuve Charente, entre Angoulême et Cognac.
C'est notamment la ville natale du président François Mitterrand, où il fut enterré en 1996.
La ville est située dans la zone d'appellation d'origine contrôlée cognac, dans le cru Fins Bois. De grandes et renommées maisons de négoce et beaucoup de petits producteurs de cognac, de Pineau des Charentes et de vin de Pays charentais sont installés dans la ville et dans ses proches environs.

## Géographie

### Localisation et accès
Jarnac est située à l'ouest du département de la Charente, à mi-chemin entre Angoulême à l'est et Cognac à l'ouest. Elle est située sur le fleuve Charente qui passe dans ces deux cités.
Elle est principalement desservie par la route nationale 141, est-ouest, d'Angoulême à Saintes, maillon de la route Centre-Europe Atlantique et route des vacances d'été entre l'est de la France et Royan. La ville a été déviée en 2×2 voies en 2008.
La D 736 entre Ruffec et Saint-Fort-sur-le-Né par Rouillac, Plaizac, Sigogne, Les Métairies et Segonzac traverse la commune du nord au sud.

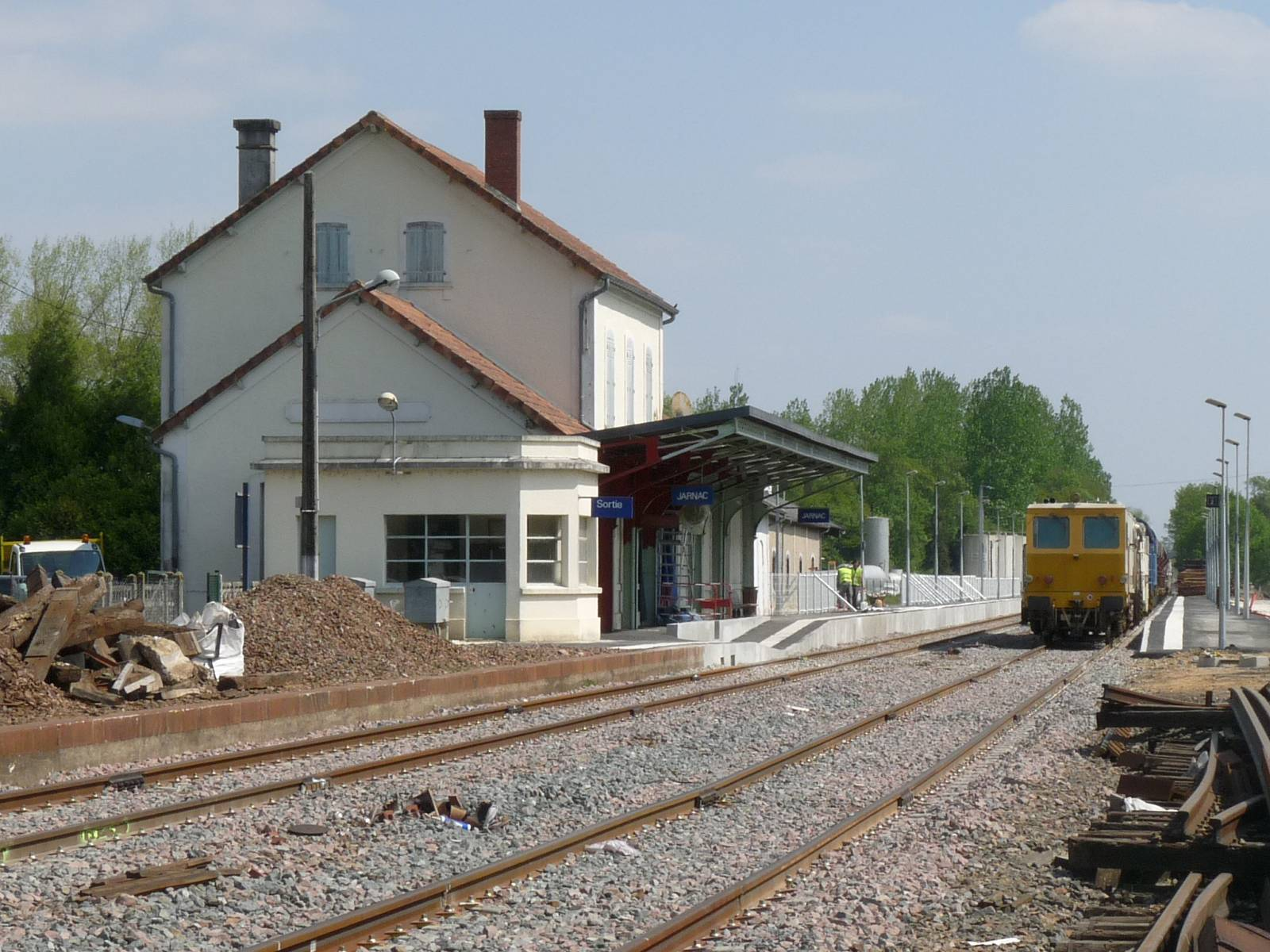
La gare de Jarnac.

La commune est desservie par la ligne SNCF d'Angoulême à Saintes et Royan, mais la gare de Jarnac se trouve sur la rive gauche de la Charente, sur la commune de Gondeville, au Bout des Ponts, ainsi par la ligne F du Réseau Transcom (géré par la STGA), qui la relie jusqu'à Segonzac.

### Hameaux et lieux-dits
la Gibauderie, Lartige, les Chabannes, les Grands-Maisons, Malbrac, Nanclas, la Touche, Souillac, les Champagnolles.

### Communes limitrophes
Les communes limitrophes sont Bourg-Charente, Chassors, Foussignac, Julienne, Les Métairies, Triac-Lautrait et Mainxe-Gondeville.
| Chassors       | Les Métairies     | Foussignac     |
| Julienne       | Jarnac            | Triac-Lautrait |
| Bourg-Charente | Mainxe-Gondeville |                |

### Géologie et relief
Le sol de la commune est calcaire et appartient principalement au Purbeckien, ancienne zone lagunaire de la fin du Jurassique, qui s'étendait vers le nord-ouest dans tout le Pays Bas et riche en gypse. L'on y retrouve des marnes argileuses surmontées par des marnes grises pouvant renfermer des calcaires beiges. Au nord-est de la commune, on trouve également du Portlandien supérieur (nord-est de la Touche).
Le sud de la commune, occupé par la vallée de la Charente, est couvert par des alluvions modernes du Quaternaire,,.
La région de Jarnac est située sur l'aquifère du Portlandien du Jurassique supérieur. C'est une nappe de type captive.
Le relief est celui d'une plaine d'une altitude moyenne de 20 à 30 m, bordée au sud par la Charente. La ville de Jarnac en occupe une légère hauteur. Le point culminant de la commune est situé à Jarnac même, sur l'avenue du Général-Leclerc, au pied du château d'eau de « Bellevue » avec 40 m par rapport au niveau de la mer, mais les bords de la Charente et les quais ne sont qu'à 8 à 9 m. Les berges assez basses, et la vallée basse appelée prée font qu'en hiver il y a parfois des crues. Des routes sont alors coupées mais peu de maisons sont inondées.

### Hydrographie

#### Réseau hydrographique

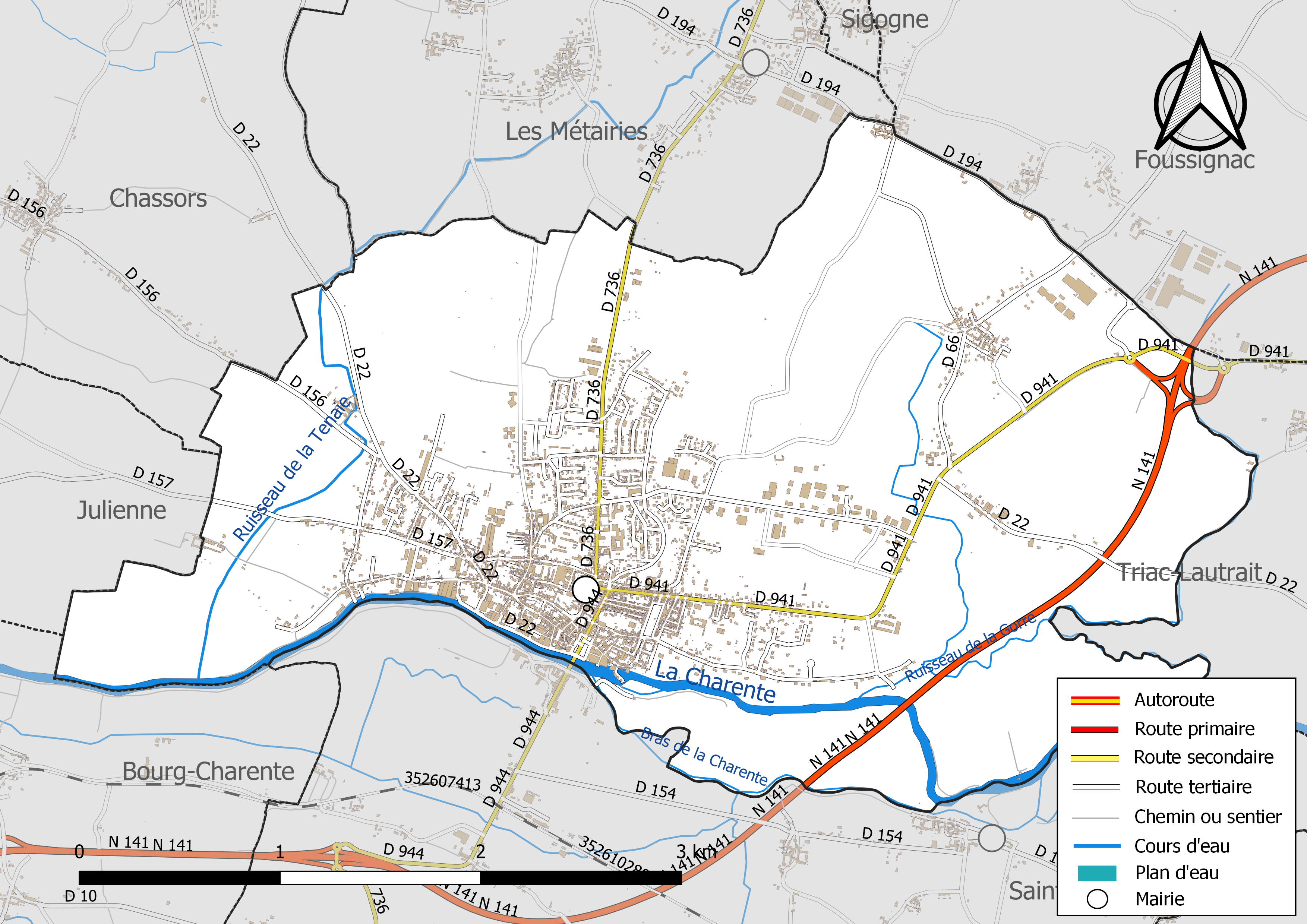
Réseaux hydrographique et routier de Jarnac.

La commune est située dans le bassin versant de la Charente au sein  du Bassin Adour-Garonne. Elle est drainée par la Charente, le ruisseau de la Tenaie, le ruisseau de la Gorre et par divers petits cours d'eau, qui constituent un réseau hydrographique de 16 km de longueur totale,.
Jarnac est baignée par le fleuve Charente. Il existe des petits affluents de la Charente comme le ruisseau de la Tenaie, qui s'écoule en aval de Jarnac, et le ruisseau de la Gorre, en amont de Jarnac.
Le ruisseau la Guirlande à l'est de la commune a parfois délimité la Saintonge de l'Angoumois.

#### Gestion des eaux
Le territoire communal est couvert par le schéma d'aménagement et de gestion des eaux (SAGE) « Charente ». Ce document de planification, dont le territoire correspond au bassin de la Charente, d'une superficie de 9 300 km2, a été approuvé le 19 novembre 2019. La structure porteuse de l'élaboration et de la mise en œuvre est l'établissement public territorial de bassin Charente. Il définit sur son territoire les objectifs généraux d’utilisation, de mise en valeur et de protection quantitative et qualitative des ressources en eau superficielle et souterraine, en respect des objectifs de qualité définis dans le troisième SDAGE  du Bassin Adour-Garonne qui couvre la période 2022-2027, approuvé le 10 mars 2022.

### Climat
Le climat charentais est de type océanique aquitain, et il est marqué par des hivers doux et pluvieux et des étés secs et relativement chauds. Il se caractérise par une certaine douceur des températures avec une moyenne annuelle de 12,8 °C. Classiquement, janvier est le mois le plus froid (5,8 °C) et juillet et août les mois les plus chauds (20,5 °C).
Jarnac, comme Cognac, bénéficie d'une durée d'ensoleillement moyenne annuelle de 2 025 heures.
Le total cumulé sur une année des précipitations moyennes mensuelles est de 790 mm, avec des maxima en début d'hiver. Les mois les plus secs sont juillet et août.
| Mois                              | jan. | fév.  | mars  | avril | mai   | juin  | jui.  | août  | sep.  | oct. | nov. | déc. | année   |
| --------------------------------- | ---- | ----- | ----- | ----- | ----- | ----- | ----- | ----- | ----- | ---- | ---- | ---- | ------- |
| Température minimale moyenne (°C) | 2    | 2,8   | 3,8   | 6,2   | 9,4   | 12,4  | 14,4  | 14    | 12,1  | 8,9  | 4,7  | 2,6  | 7,8     |
| Température moyenne (°C)          | 5,4  | 6,7   | 8,5   | 11,1  | 14,4  | 17,8  | 20,2  | 19,7  | 17,6  | 13,7 | 8,6  | 5,9  | 12,5    |
| Température maximale moyenne (°C) | 8,7  | 10,5  | 13,1  | 15,9  | 19,5  | 23,1  | 26,1  | 25,4  | 23,1  | 18,5 | 12,4 | 9,2  | 17,7    |
| Ensoleillement (h)                | 80   | 103,9 | 153,3 | 184,5 | 204,9 | 239,6 | 276,4 | 248,3 | 199,4 | 159  | 96,8 | 78,8 | 2 024,9 |
| Précipitations (mm)               | 80,4 | 67,3  | 65,9  | 68,3  | 71,6  | 46,6  | 45,1  | 50,2  | 59,2  | 68,6 | 79,8 | 80   | 783,6   |

| Ville             | Ensoleillement · (h/an) | Pluie · (mm/an) |
| ----------------- | ----------------------- | --------------- |
| Médiane nationale | 1 852                   | 835             |
| Jarnac            | 2 025                   | 784             |
| Paris             | 1 717                   | 634             |
| Nice              | 2 760                   | 791             |
| Strasbourg        | 1 747                   | 636             |
| Brest             | 1 555                   | 1 230           |
| Bordeaux          | 2 070                   | 987             |

### Paysages
Le paysage, où le vignoble est très présent, paraît remarquablement organisé et peu diversifié. Pourtant, des espaces boisés ou des champs de céréales côtoient les vignes.
Le plus marquant reste cependant le fleuve Charente, « le plus beau fossé du royaume » selon les dires d'Henri IV, navigable sur 100 km ; l'eau y est claire, les poissons nombreux, les rives admirables ; alternance de petites églises, de villages, de fermes, le tout dans une nature très variée. Les écluses rénovées sont autant de haltes sportives pour les bateaux, le calme y est roi, et même les navigateurs d'un jour, de plus en plus nombreux, respectent la sieste des pêcheurs.

## Urbanisme

### Typologie
Au 1er janvier 2024, Jarnac est catégorisée bourg rural, selon la nouvelle grille communale de densité à 7 niveaux définie par l'Insee en 2022.
Elle appartient à l'unité urbaine de Jarnac, une agglomération intra-départementale dont elle est ville-centre,. Par ailleurs la commune fait partie de l'aire d'attraction de Cognac, dont elle est une commune de la couronne,. Cette aire, qui regroupe 44 communes, est catégorisée dans les aires de 50 000 à moins de 200 000 habitants,.

### Occupation des sols
L'occupation des sols de la commune, telle qu'elle ressort de la base de données européenne d’occupation biophysique des sols Corine Land Cover (CLC), est marquée par l'importance des territoires agricoles (64,1 % en 2018), une proportion sensiblement équivalente à celle de 1990 (64,4 %). La répartition détaillée en 2018 est la suivante : 
zones agricoles hétérogènes (24 %), zones urbanisées (21,5 %), terres arables (19,1 %), cultures permanentes (15,8 %), forêts (10 %), prairies (5,2 %), zones industrielles ou commerciales et réseaux de communication (4,4 %). L'évolution de l’occupation des sols de la commune et de ses infrastructures peut être observée sur les différentes représentations cartographiques du territoire : la carte de Cassini (XVIIIe siècle), la carte d'état-major (1820-1866) et les cartes ou photos aériennes de l'IGN pour la période actuelle (1950 à aujourd'hui).

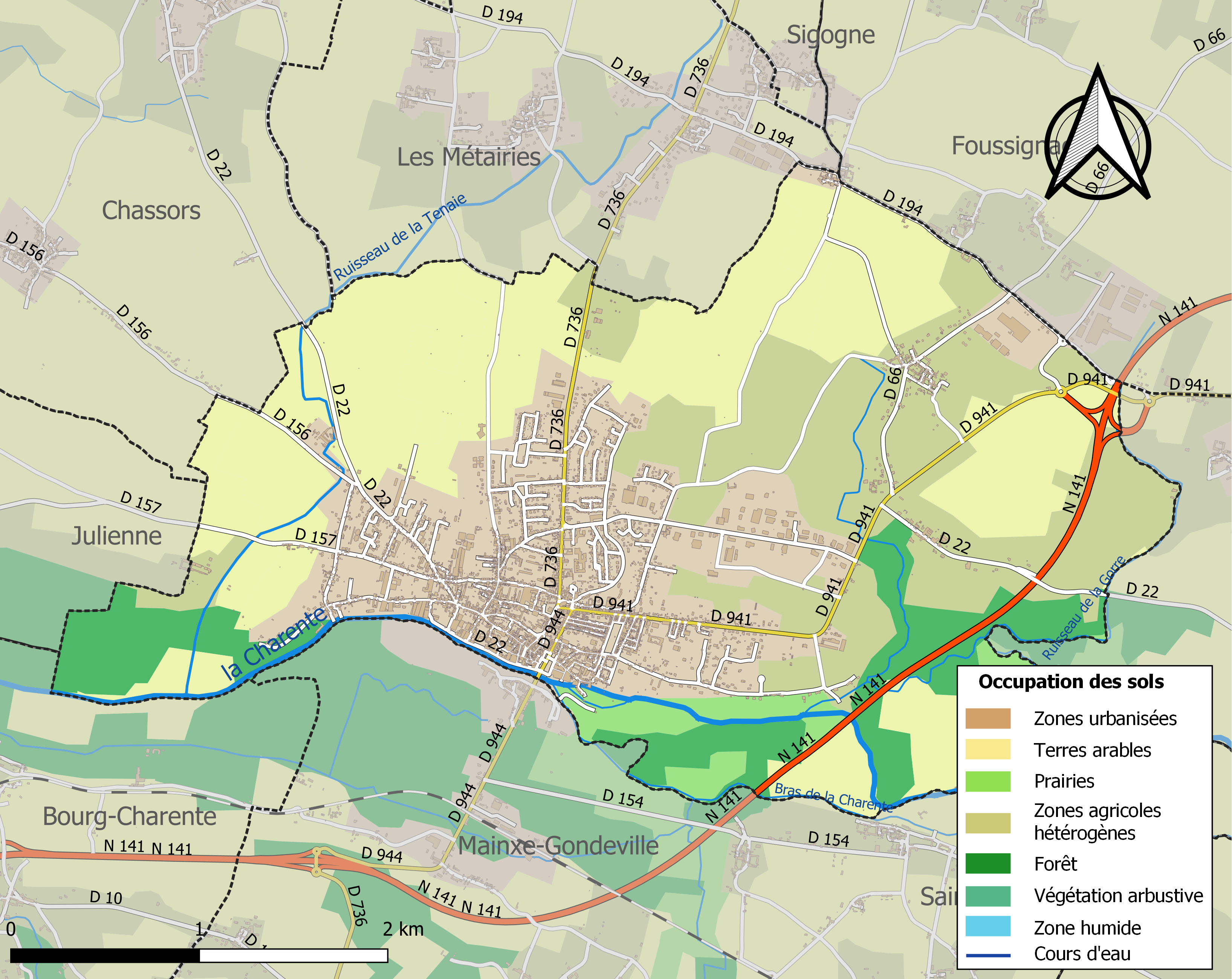
Carte des infrastructures et de l'occupation des sols de la commune en 2018 (CLC).

### Risques majeurs
Le territoire de la commune de Jarnac est vulnérable à différents aléas naturels : météorologiques (tempête, orage, neige, grand froid, canicule ou sécheresse), inondations et séisme (sismicité modérée). Il est également exposé à un risque technologique, le transport de matières dangereuses. Un site publié par le BRGM permet d'évaluer simplement et rapidement les risques d'un bien localisé soit par son adresse soit par le numéro de sa parcelle.

#### Risques naturels
La commune fait partie du territoire à risques importants d'inondation (TRI) Saintes-Cognac-Angoulême, regroupant 46 communes concernées par un risque de débordement du fleuve Charente (34 en Charente et 12 en Charente-Maritime), un des 18 TRI qui ont été arrêtés fin 2012 sur le bassin Adour-Garonne. Les événements antérieurs à 2014 les plus significatifs sont les crues de l'hiver 1779, de 1842, de 1859, du 9 décembre 1882 du 19 février 1904, du 10 janvier 1961, de mars-avril 1962, du 24 décembre 1982 et du 8 janvier 1994. Des cartes des surfaces inondables ont été établies pour trois scénarios : fréquent (crue de temps de retour de 10 ans à 30 ans), moyen (temps de retour de 100 ans à 300 ans) et extrême (temps de retour de l'ordre de 1 000 ans, qui met en défaut tout système de protection). La commune a été reconnue en état de catastrophe naturelle au titre des dommages causés par les inondations et coulées de boue survenues en 1982, 1986, 1993, 1999, 2000, 2016 et 2021,.

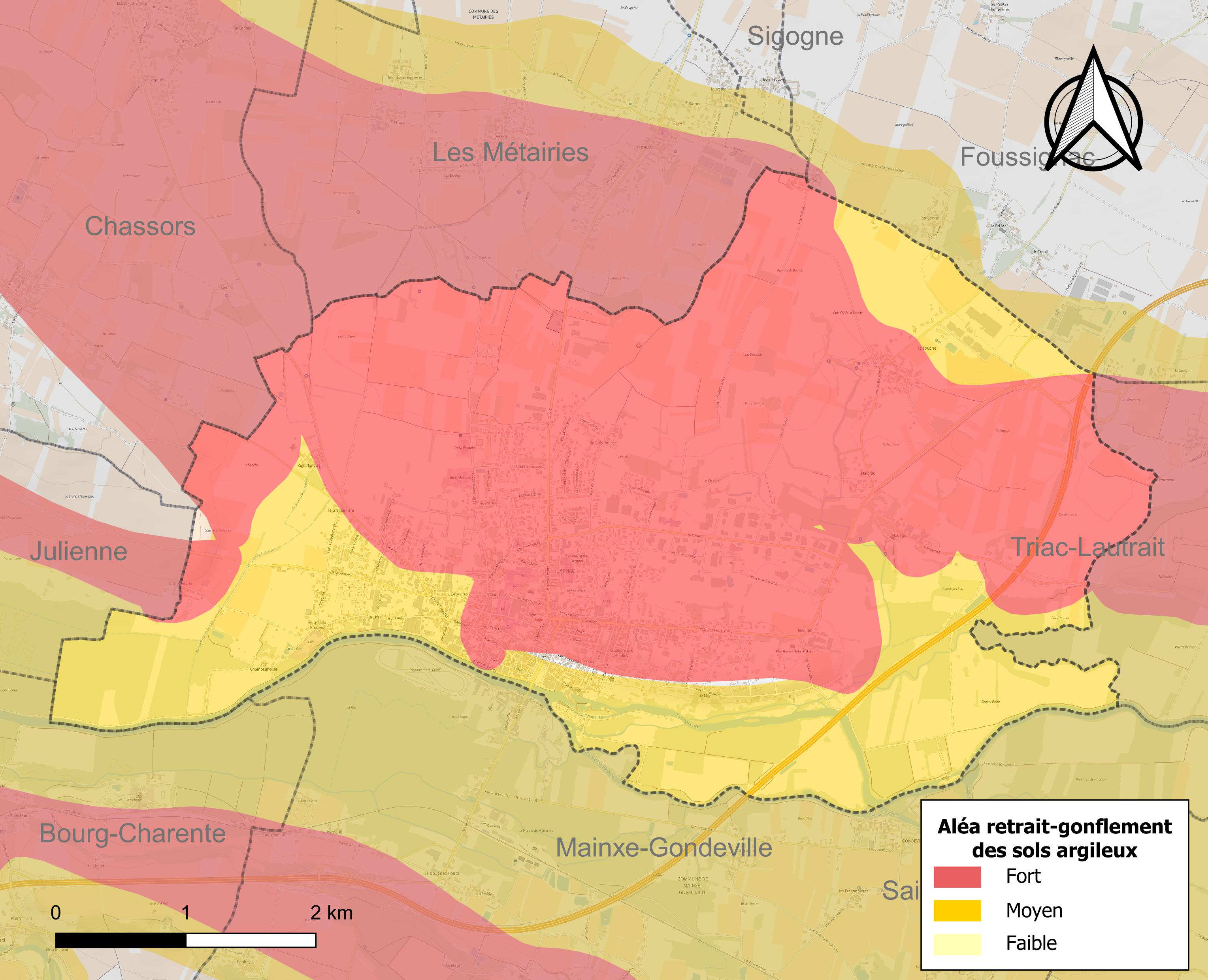
Carte des zones d'aléa retrait-gonflement des sols argileux de Jarnac.

Le retrait-gonflement des sols argileux est susceptible d'engendrer des dommages importants aux bâtiments en cas d’alternance de périodes de sécheresse et de pluie. 99,6 % de la superficie communale est en aléa moyen ou fort (67,4 % au niveau départemental et 48,5 % au niveau national). Sur les 2 131 bâtiments dénombrés sur la commune en 2019, 2 087 sont en aléa moyen ou fort, soit 98 %, à comparer aux 81 % au niveau départemental et 54 % au niveau national. Une cartographie de l'exposition du territoire national au retrait gonflement des sols argileux est disponible sur le site du BRGM,.
Par ailleurs, afin de mieux appréhender le risque d’affaissement de terrain, l'inventaire national des cavités souterraines permet de localiser celles situées sur la commune.
Concernant les mouvements de terrains, la commune a été reconnue en état de catastrophe naturelle au titre des dommages causés par la sécheresse en 2003, 2005, 2009 et 2011 et par des mouvements de terrain en 1999.

#### Risques technologiques
Le risque de transport de matières dangereuses sur la commune est lié à sa traversée par une ou des infrastructures routières ou ferroviaires importantes ou la présence d'une canalisation de transport d'hydrocarbures. Un accident se produisant sur de telles infrastructures est susceptible d’avoir des effets graves sur les biens, les personnes ou l'environnement, selon la nature du matériau transporté. Des dispositions d’urbanisme peuvent être préconisées en conséquence.

## Toponymie
Les formes anciennes sont Agannagum un peu avant 800, Jarnaco, Gerniaco (non datées), Agernaco en 1161-1185, Jarniaci, Jarniaco au XIIIe siècle.
L'origine du nom de Jarnac remonterait à un nom d'homme germanique latinisé Agarnus auquel est apposé le suffixe -acum, ce qui correspondrait à Agarnacum ou Ajarnacum, « domaine d'Agarnus »,.
Pendant la Révolution, la commune s'est appelée provisoirement Union-Charente.

## Histoire

### Préhistoire
L'occupation des lieux est connue depuis l'époque néolithique.
Le quartier des Grands Maisons était occupé avant l'époque romaine.

### Antiquité
Il reste du Jarnac gallo-romain (Agernacus, ou Agernacum ?) des vestiges de fours de potiers qui témoignent l'existence d'une activité artisanale. Jarnac fut également un port fluvial sur la Charente entre Saintes et Angoulême pendant l'Empire romain. Le le gué des Grand-Maisons permettait de franchir la Charente.
Après quatre siècles d'influence romaine, les Wisigoths prennent possession en 418 de ces contrées.

### Moyen Âge ancien
Un siècle plus tard, les Francs, menés par Clovis se répandent jusqu'aux Pyrénées.
Une tradition constante, mais dont les témoignages n'ont pas été fixés par l'écriture, veut qu'il ait existé un château mérovingien tout à fait sur la crête qui domine la Charente et la vallée de Lartige, opposée à la première,.
La terre de Jarnac relevait alors des comtes d'Angoulême, mais aussi du prieur de l'abbaye Saint-Cybard d'Angoulême.
C'est alors l'invasion des Vikings, qui remontent la Charente en 846, brûlant, dévastant et pillant tout sur leur passage.

### Moyen Âge central
C'est sous Guillaume Taillefer II, cinquième comte d'Angoulême, fin du Xe siècle, dont il fut un ami et défenseur fidèle, qu'il est fait mention d'un seigneur de Jarnac, Wardrade Loriches, comte de la Marche, habitant le Château de Jarnac, situé sur l'actuelle place du Château, et fondateur avec son épouse Rixendis de l'abbaye Saint-Étienne de Bassac où se voit encore leur tombeau.
Depuis la seconde partie du XIIe siècle, l'Aquitaine est devenue terre anglaise par le mariage d'Aliénor d'Aquitaine et d'Henri II Plantagenêt, et vers 1150, c'est l'unique bâtard de Richard Cœur de Lion, Philippe de Faucombrige, qui en épousant l'héritière des terres de Cognac, Merpins et Jarnac devient le seigneur des lieux. Sans héritier, ses domaines passent à son oncle, le roi Jean sans Terre et sa femme Isabelle d'Angoulême.
Leur fils Henri III d'Angleterre rend le domaine à Hugues X de Lusignan, comte de la Marche et d'Angoumois, qui a épousé sa mère, alors veuve de son père Jean sans Terre.
Des Plantagenêts, Jarnac retirera certaines acquisitions communales, comme ses franchises et libertés que Cognac réussira à conserver, mais que les Chabot s'empresseront d'écraser à Jarnac.
Au cours du Moyen Âge, Jarnac se trouvait aussi sur un itinéraire secondaire est-ouest fréquenté par les pèlerins au sanctuaire de Saint-Jacques-de-Compostelle et aux reliques de saint Eutrope à Saintes depuis le Limousin et le Périgord, itinéraire longeant de la Charente par Angoulême et Cognac.

### Moyen Âge tardif
Après les Lusignan, la terre de Jarnac relève successivement des Comtes d'Eu (Lusignan), des Dreux de Mello (par le mariage d'Eustachie de Lusignan), des Craon, puis en 1410, par le mariage en 1404 de Marie de Craon [fille de Jeanne de Montbazon, dont les grands-parents maternels étaient Maurice VI ou VII de Craon, † 1330, et Marguerite de Mello-Saint-Bris, dame de Jarnac et de Ste-Hermine, † vers 1350/1360, fille de Dreux de Mello († v. 1317) : cf. l'article Amaury III] avec Louis Ier Chabot (~1370-1422), de l'illustre Maison de Chabot. Marie et Louis sont suivis par leur fils cadet Renaud Chabot (~1410-1476 ; x Isabeau de Rochechouart, fille héritière de Jean/Jacques de Rochechouart, seigneur d’Apremont et de Brion), lui-même père de Louis II († vers 1479/1481) et de Jacques Chabot de Jarnac († vers 1496/1500 ; x Madeleine de Luxembourg, fille de Thibault de Fiennes). Ce dernier est le père du célèbre amiral Philippe de Brion (1492-1543 ; seigneur en partie de Jarnac), et de Charles Ier Chabot (1487-1559), 1er baron de Jarnac.
Les Chabot vont régner à Jarnac de père en fils pendant trois siècles. Presque tous naîtront au château, presque tous seront enterrés dans l'église Saint-Pierre.

#### GuyIerChabot

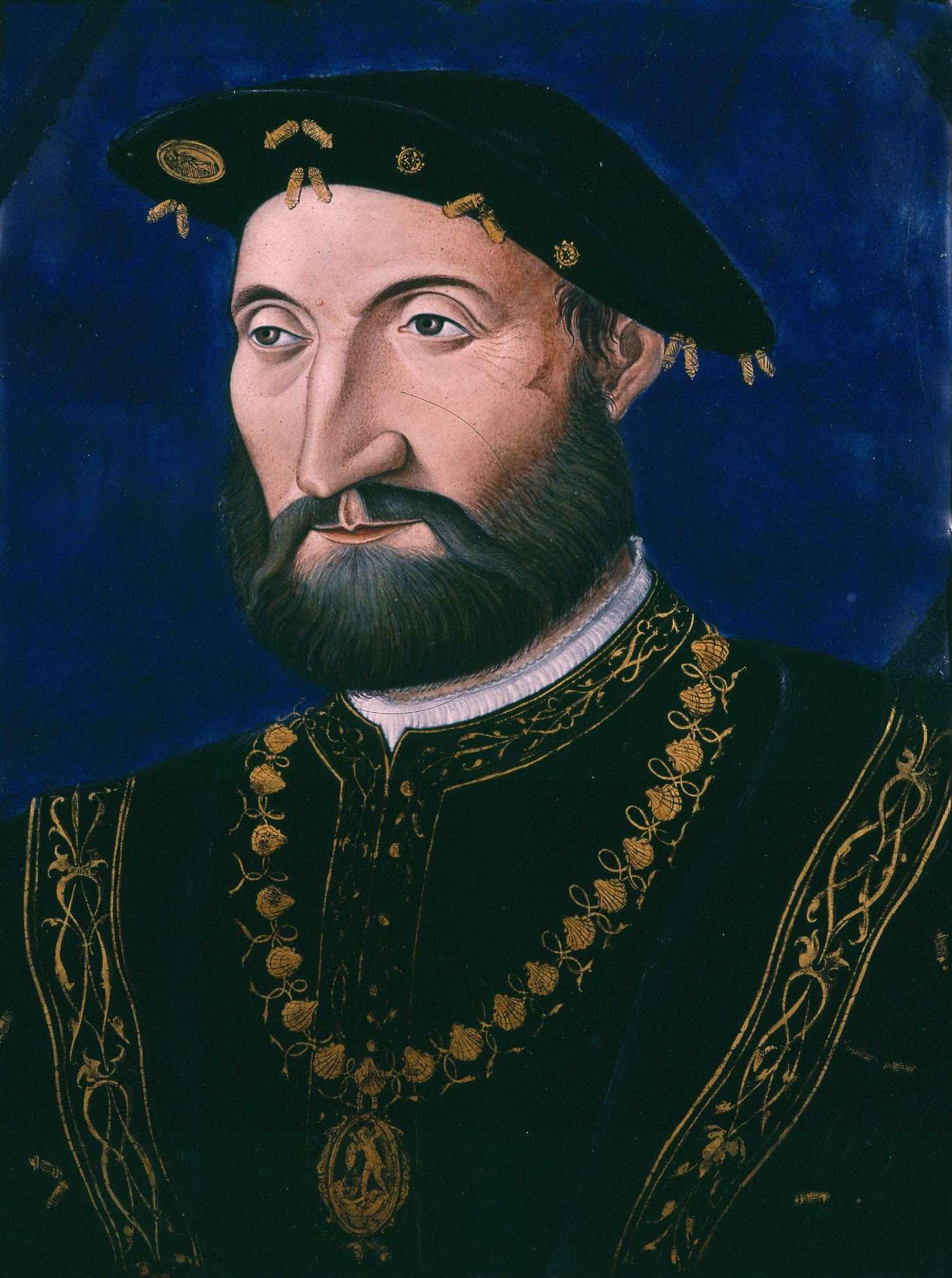
Guy Chabot.

Guy Ier Chabot de Saint-Gelais et St-Aulaye (1514-1584 ; fils de Charles et de Jeanne de Saint-Gelais, dame de Saint-Gelais, Montlieu et Sainte-Aulaye), deuxième baron de Jarnac, ayant demandé justice des bruits calomnieux qui couraient à la cour, en 1547, le roi Henri II accède à sa demande. C'est La Châtaigneraie, redoutable bretteur qui relève le défi.
Le duel a lieu le 10 juillet 1547. Le début de la rencontre est en faveur de La Châtaigneraie, grand favori, jusqu’au moment où Chabot peut placer ce coup de revers, qui fend le jarret de son adversaire. Le coup est régulier, et, à la surprise générale, Chabot est déclaré vainqueur.

#### Bataille de Jarnac
Jarnac est le théâtre de la bataille de Jarnac, importante confrontation de la troisième guerre de Religion, le 13 mars 1569, remportée par les catholiques, après la mort du prince de Condé, assassiné alors qu'il s'était rendu.

#### Léonor Chabot
Léonor Chabot de Jarnac de St-Gelais (~1541-1605), fils aîné de Guy Ier et de Louise de Pisseleu (fille de Guillaume de Pisseleu seigneur d'Heilly et de Madeleine de Laval ; demi-sœur puînée d'Anne), troisième baron de Jarnac, s'étant converti, dès 1560, au protestantisme, la contrée devient alors un lieu majoritairement acquis à la Réforme calviniste. Le baron de Jarnac devient un des chefs les plus écoutés du parti protestant en Angoumois, Saintonge et Aunis.
La promulgation de l'Édit de Nantes, le 13 avril 1598 met fin aux guerres religieuses, et permet à la presque totalité de la population Jarnacaise, de confession protestante, de pouvoir pratiquer en paix.

#### Guy II Chabot
Guy II Chabot de St-Gelais (1565-ap. 1640/1646 ; fils aîné de Léonor et de Marguerite de Durfort, fille de Symphorien de Durfort, seigneur de Duras ; son frère cadet Charles Chabot de St-Aulaye est le père de Henri Chabot, deuxième duc de Rohan, qui a fait la branche des ducs de Rohan de la Maison de Rohan-Chabot), quatrième baron de Jarnac, est créé premier comte de Jarnac par lettres patentes du roi, fait conseiller d'État le 30 juin 1614, et lieutenant général pour le roi en Saintonge en 1616.
C'est un zélé huguenot, comme l'a été son père, et il est nommé, le 16 mai 1620, chef du parti protestant avec les ducs de Rohan, de la Trémouille et de Soubise.
En 1629, à la suite du Siège de La Rochelle, les clauses militaires de l'Édit sont révoquées, augurant mal de l'avenir de la cohabitation pacifique des deux religions.
De son second mariage avec Marie de La Rochefoucauld-Montendre, il a six enfants, dont notamment, Guy-Charles Chabot de Saint-Gelais, prieur de Jarnac et de Montours, doyen de Saintes en 1665.
Dès 1655, la politique de conversion des Réformés se met en place; et c'est ce fils qui demande, en 1664, l'abolition du culte réformé et la démolition du temple de Jarnac, à la révocation définitive de l'Édit de Nantes, en 1685, que son père et grand-père ont contribué à édifier.

#### Louis Chabot
Louis III Chabot de St-Gelais (1626-1665/1666), fils du précédent, troisième comte de Jarnac en 1648 après son demi-frère aîné Jacques II (sire de Montlieu ; réputé imbécile et † en 1648), fervent catholique, est conseiller du roi, est chargé lors de la Fronde, le 16 octobre 1651, de lever un régiment de cavalerie de son nom, et d'assembler la noblesse des environs de Cognac pour s'opposer aux troupes du grand Condé qui sera battu au siège de Cognac par le comte d'Harcourt, le 15 novembre 1651. À cette occasion, et en récompense du service rendu, il obtient le grade de maréchal de camp. Il commande dans le pays de Cognac jusqu'à la fin des troubles, en août 1652. Il décède le 9 octobre 1665.

#### De Guy-Henri Chabot aux Rohan-Chabot
Guy-Henri Chabot de St-Gelais (1648-1691 ; fils de Louis III et de Catherine de La Roche-Beaucourt : cf. La Rochebeaucourt et  La Roche-Beaucourt, marquise de Soubran), 4e comte de Jarnac, époux en premières noces de Marie-Claire de Créquy-Houlles et Frohans, puis en deuxièmes noces de Charlotte-Armande de Rohan-Montbazon-Guéméné (fille de Charles II et petite-fille de Louis VIII), d'où : (du 1°) Louis (IV) Chabot (1675-1690/1691), comte héritier de Jarnac ; (du 2°) Guy-Armand Chabot (1689-1707 ; 5e comte de Jarnac), et Henriette-Charlotte Chabot (1690-1769)
Henriette-Charlotte Chabot, comtesse de Jarnac, épouse 1° 1709 Paul-Auguste-Gaston de La Rochefoucauld-Montendre (1675-1714), puis 2° en juin 1715, un de ses cousins, Charles-Annibal de Rohan-Chabot, prince de Léon (1687-1762 ; issu de Charles et Henri Chabot de St-Aulaye rencontrés plus haut), qui devient, de ce fait, septième comte de Jarnac. Il rachète définitivement, le 10 juin 1717, le Quint de Jarnac, de sorte que, jusqu'à la Révolution, le domaine entier de Jarnac restera entre les mains de ses seigneurs. Il n'a de cesse d'améliorer, d'augmenter et d'embellir son domaine, mais querelleur, brutal et hautain, il finit par quitter Jarnac pour Paris en 1744, et n'y reviendra jamais.
N'ayant pas eu d'enfants, ils font la substitution du comté de Jarnac à Louis-Auguste de Rohan-Chabot (1722-1753), leur neveu, capitaine dans le régiment de Jarnac-Dragons, qui prend, du vivant du comte et de la comtesse, le titre de vicomte de Jarnac.
Étant lui-même mort sans postérité, ses droits au comté de Jarnac passent à son cousin germain, Charles-Rosalie de Rohan-Chabot, né en 1740 et † émigré à Londres en 1813, maréchal des camps et armées du roi, qui ne reprendra le titre de comte de Jarnac qu'à la mort de sa tante par alliance, Henriette-Charlotte, le 27 août 1769. Il sera le dernier seigneur de Jarnac, avec une postérité de ses deux mariages.

### Époque contemporaine
Au XVIIIe et au XIXe siècle, la ville se développe sous l'impulsion du commerce du cognac qui prend alors une importance considérable. Jarnac voit alors s'installer de grandes maisons de négoce, élevant de belles façades sur les quais de la Charente. Jarnac fait preuve au XIXe siècle d'un dynamisme remarquable, se manifestant notamment par une croissance démographique importante et par le développement urbain résultant de cette arrivée de population. En 1827 est édifié le pont permettant de traverser la Charente, et en 1867 est construit l'hôtel de ville, édifice inscrivant dans la pierre toute la confiance portée dans l'avenir de la ville par ses habitants. La destruction des remparts médiévaux permet d'intégrer les faubourgs dans la ville et parallèlement de nouveaux quartiers voient le jour, abritant tout autant de modestes habitations que de riches hôtels particuliers.

### Liste des maires

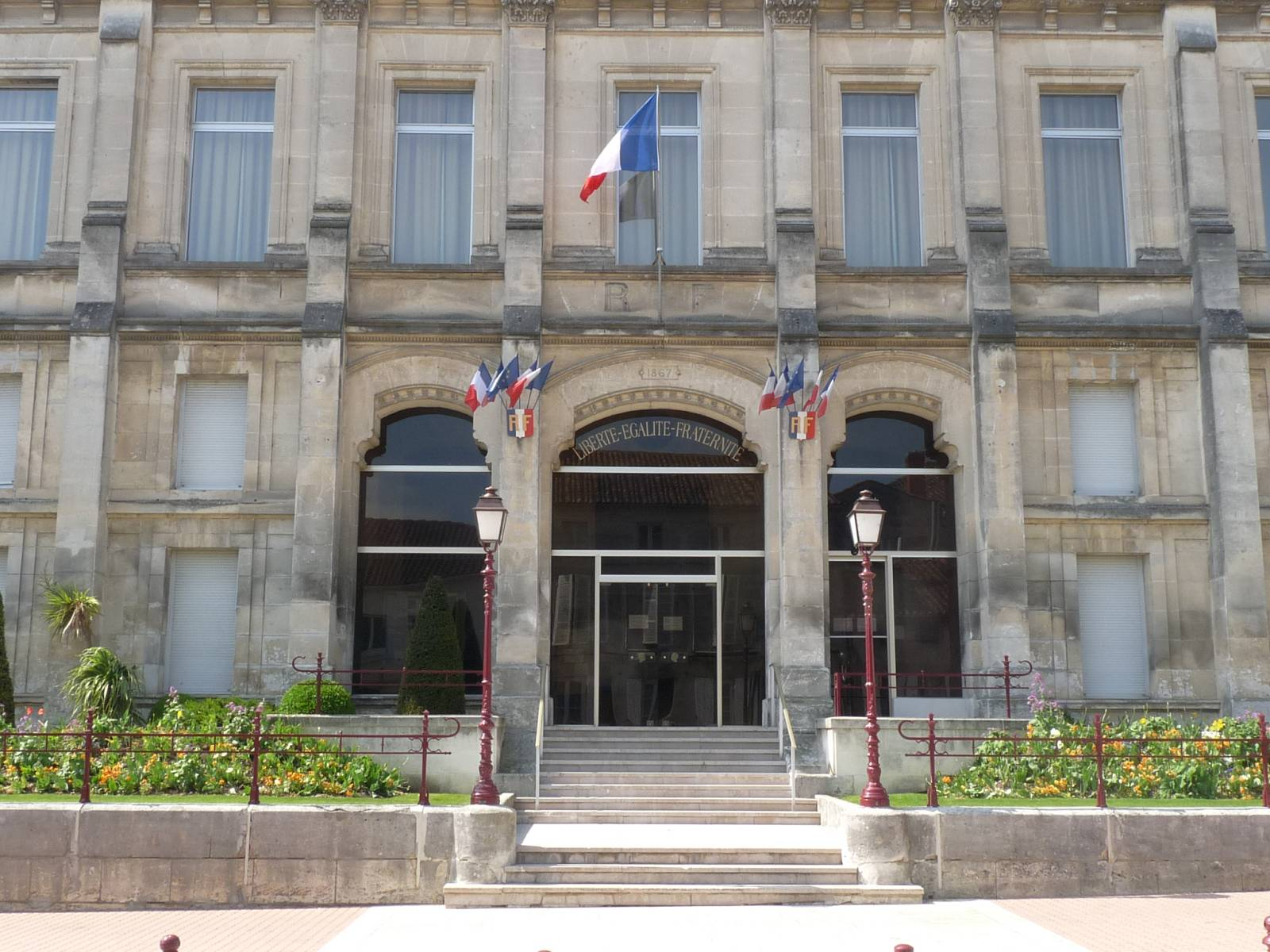
L'hôtel de ville.

## Événements historiques liés à la ville
Le coup de Jarnac n'est pas à l'origine, comme il est devenu dans l'usage, une traîtrise ; mais un coup habile qui rentrait dans les règles. Cette botte secrète a permis à Guy Chabot de Saint-Gelais, deuxième baron de Jarnac, de vaincre en duel François de Vivonne, sieur de la Châtaigneraie, le 10 juillet 1547 au château de Saint-Germain-en-Laye.
La bataille de Jarnac voit, le 13 mars 1569, la victoire du duc d'Angoulême, duc d'Anjou, futur roi Henri III sur les troupes protestantes de Prince de Condé, qui y trouve la mort, assassiné alors qu'il s'était rendu.

## Politique et administration

### Fiscalité
La fiscalité en 2007 est d'un taux de 18,30 % sur le bâti, 42,58 % sur le non bâti, et 6,65 %  pour la taxe d'habitation.
La Communauté de communes de Jarnac prélève la taxe professionnelle au taux 10,26 %.

## Démographie

### Évolution démographique
L'évolution du nombre d'habitants est connue à travers les recensements de la population effectués dans la commune depuis 1793. Pour les communes de moins de 10 000 habitants, une enquête de recensement portant sur toute la population est réalisée tous les cinq ans, les populations de référence des années intermédiaires étant quant à elles estimées par interpolation ou extrapolation. Pour la commune, le premier recensement exhaustif entrant dans le cadre du nouveau dispositif a été réalisé en 2007.

En 2022, la commune comptait 4 478 habitants, en évolution de +1,47 % par rapport à 2016 (Charente : −0,48 %, France hors Mayotte : +2,11 %).
| 1793  | 1800  | 1806  | 1821  | 1831  | 1841  | 1846  | 1851  | 1856  |
| ----- | ----- | ----- | ----- | ----- | ----- | ----- | ----- | ----- |
| 1 600 | 1 725 | 1 401 | 1 934 | 2 282 | 2 510 | 2 814 | 3 358 | 3 462 |

| 1861  | 1866  | 1872  | 1876  | 1881  | 1886  | 1891  | 1896  | 1901  |
| ----- | ----- | ----- | ----- | ----- | ----- | ----- | ----- | ----- |
| 3 854 | 4 243 | 4 691 | 4 979 | 4 356 | 4 450 | 4 880 | 4 980 | 4 911 |

| 1906  | 1911  | 1921  | 1926  | 1931  | 1936  | 1946  | 1954  | 1962  |
| ----- | ----- | ----- | ----- | ----- | ----- | ----- | ----- | ----- |
| 4 894 | 4 619 | 4 075 | 3 880 | 3 796 | 3 587 | 3 885 | 4 100 | 4 574 |

| 1968  | 1975  | 1982  | 1990  | 1999  | 2006  | 2007  | 2012  | 2017  |
| ----- | ----- | ----- | ----- | ----- | ----- | ----- | ----- | ----- |
| 4 717 | 5 042 | 4 861 | 4 786 | 4 659 | 4 535 | 4 508 | 4 419 | 4 403 |

| 2022  | - | - | - | - | - | - | - | - |
| ----- | - | - | - | - | - | - | - | - |
| 4 478 | - | - | - | - | - | - | - | - |

### Pyramide des âges
La population de la commune est relativement âgée.
En 2018, le taux de personnes d'un âge inférieur à 30 ans s'élève à 29 %, soit en dessous de la moyenne départementale (30,2 %). À l'inverse, le taux de personnes d'âge supérieur à 60 ans est de 37 % la même année, alors qu'il est de 32,3 % au niveau départemental.
En 2018, la commune comptait 2 039 hommes pour 2 372 femmes, soit un taux de 53,77 % de femmes, largement supérieur au taux départemental (51,59 %).
Les pyramides des âges de la commune et du département s'établissent comme suit.
| Hommes | Classe d’âge | Femmes |
| ------ | ------------ | ------ |
| 1,4    | 90 ou +      | 4,5    |
| 11,4   | 75-89 ans    | 16,3   |
| 19,6   | 60-74 ans    | 20,2   |
| 19,6   | 45-59 ans    | 20,1   |
| 14,3   | 30-44 ans    | 14,0   |
| 17,9   | 15-29 ans    | 13,5   |
| 15,7   | 0-14 ans     | 11,5   |

| Hommes | Classe d’âge | Femmes |
| ------ | ------------ | ------ |
| 1      | 90 ou +      | 2,7    |
| 9,2    | 75-89 ans    | 12     |
| 20,6   | 60-74 ans    | 21,3   |
| 20,7   | 45-59 ans    | 20,3   |
| 16,8   | 30-44 ans    | 16     |
| 15,6   | 15-29 ans    | 13,4   |
| 16,1   | 0-14 ans     | 14,3   |

## Économie

### Agriculture
Environ 620 ha sont des terres agricoles, dont 275 ha de vignes destinés à la distillation pour obtenir du cognac. Mais, on peut y trouver également des champs de céréales.
La commune est classée dans les Fins Bois, dans la zone d'appellation d'origine contrôlée du cognac.
Des producteurs-distillateurs mais aussi de grandes maisons de négoce sont installées à Jarnac, vendant cognac et pineau des Charentes.

### Commerce

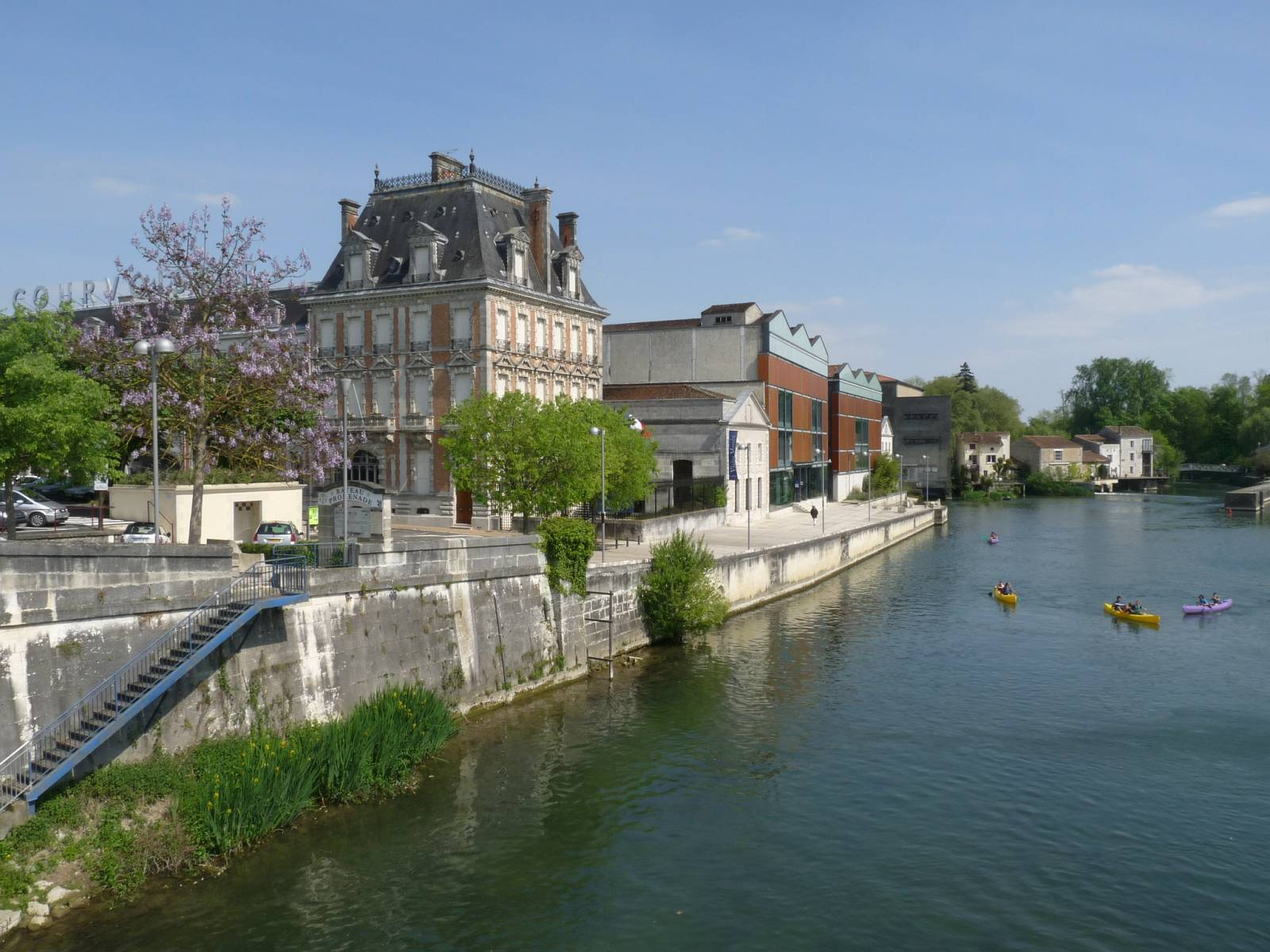
La maison Courvoisier au bord de la Charente.

Les principales entreprises sont Courvoisier, Louis Royer, Hine, Tiffon, Braastad, Delamain, et Vilquin. Ce sont bien des entreprises liées au vignoble, quatre maisons de cognac et une entreprise de bâtiments métalliques.
Le reste de l'activité économique est lié au commerce et à l'artisanat d'une petite ville prospère.

### Tourisme
Le tourisme lié au souvenir de François Mitterrand est constant. Dans sa maison natale sont exposés des photos et des documents inédits. Le Musée François-Mitterrand présente une collection d'objets, de sculptures, de dessins offerts au Président par des personnalités du monde entier, ainsi que des maquettes des grandes opérations d'architecture et d'urbanisme voulues par François Mitterrand de 1981 à 1995. Le cimetière des Grand' Maisons abrite sa tombe.
Le circuit historique du vieux Jarnac comprend la visite de la vieille ville, de l'église Saint-Pierre et de la crypte, et les quais de la Charente. Le parc municipal, la piscine et le camping trois étoiles sont d'autres lieux attirant les touristes.
Il y a aussi la visite des Maisons de cognac et leurs chais.
La commune est labellisée Village étape depuis 2019.

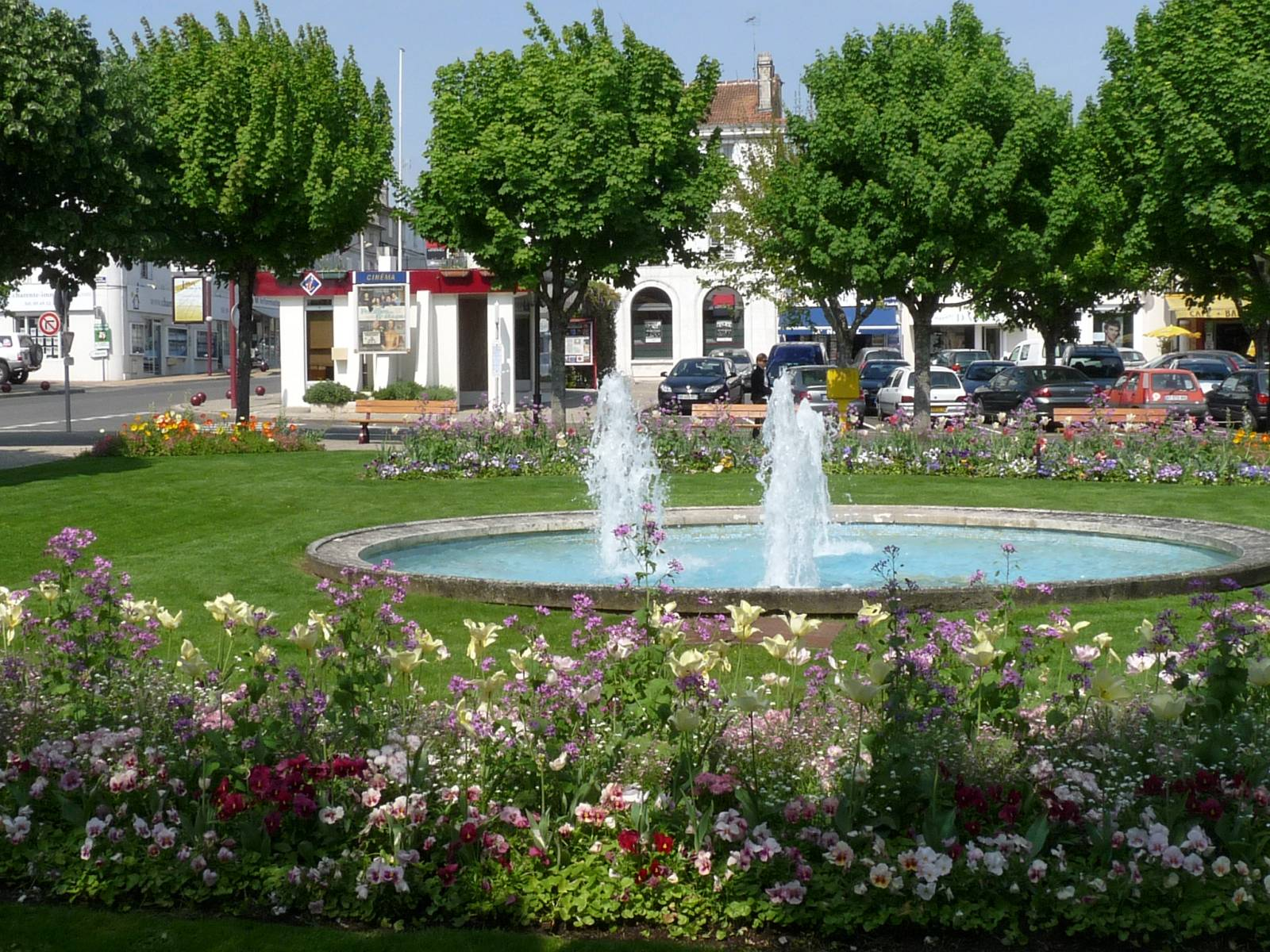
Place du Château.
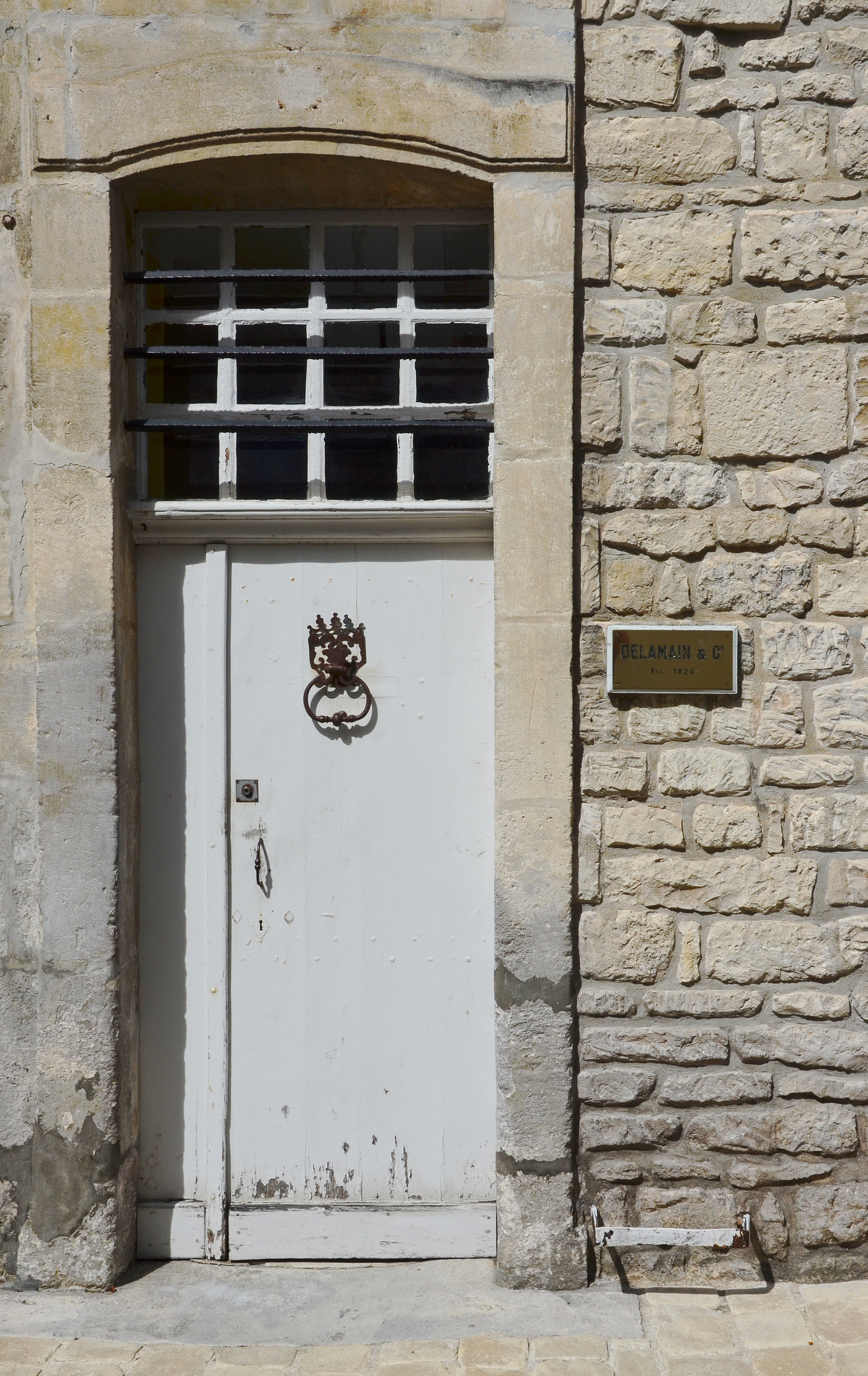
Entrée de la maison Delamain.
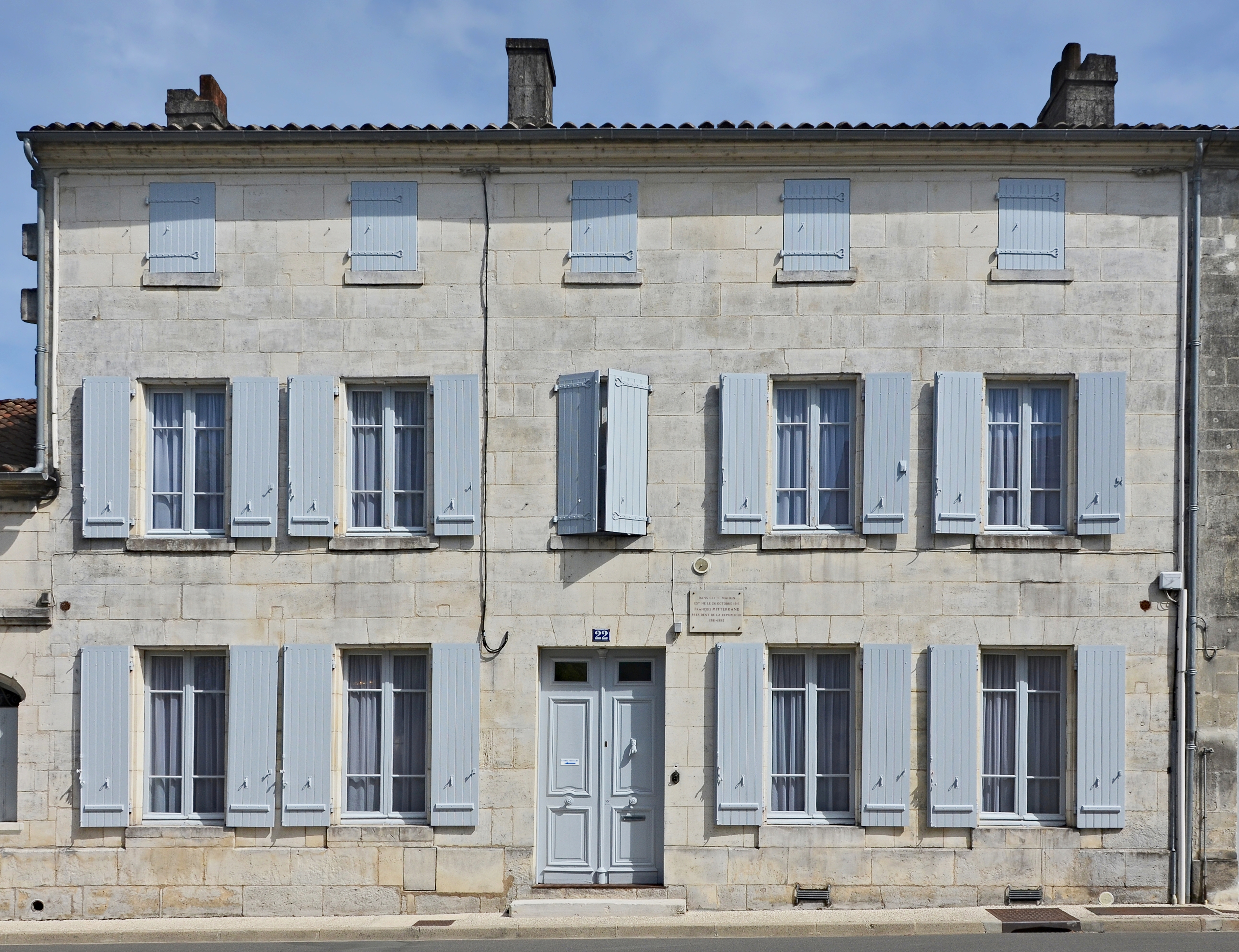
Maison natale de F. Mitterrand.

## Équipements, services et vie locale

### Enseignement
Jarnac a deux écoles maternelles publiques (Pauline-Kergomard et Claude-de-Bussy), et deux écoles élémentaires publiques (Ferdinand-Buisson et Jules-Ferry).
Les écoles Saint-Maurice et Sainte-Marie sont des écoles privées catholiques qui assurent les classes maternelles et primaires.
L'école Saint-Maurice fut créée et financée par Jacques Laporte-Bisquit et sa femme Marie Danglade en l'honneur de leur fils mort pour la France, Maurice Laporte-Bisquit (1922-1945), en déportation au camp de Neuengam.
Le collège public Jean-Lartaut regroupe 400
élèves de la 6e à la 3e répartis dans 17 classes, dont une UPI
Jarnac a également un collège privé catholique (Saint-Pierre), ainsi qu'une Maison familiale rurale (MFR).

### Sports et équipements
Jarnac abrite de nombreux clubs et l'on peut pratiquer le football, le basket et le rugby, la gymnastique, l'athlétisme, le VTT et le tennis, la pétanque, la pêche, le canoë-kayak et sans oublier la randonnée, le judo, le karaté ou l'escrime.
L'hippodrome du Quint se trouve sur la rive gauche de la Charente, sur la commune de Mainxe.
Le Grand Prix de Canobus a lieu tous les ans au mois de juin depuis 2003.

### Santé
Jarnac a des médecins, dentistes, kinésithérapeutes, infirmières, podologues et pharmacies.
Si les hospitalisations chirurgicales ont lieu dans les hôpitaux et les cliniques d'Angoulême et de Cognac, Jarnac a une clinique médicale et une clinique psychiatrique, un hôpital de médecine long séjour qui est aussi maison de retraite et un foyer-logement privé pour personnes âgées, ainsi qu'une nouvelle maison de santé depuis 2019.

### Culture
L'espace culturel de l'Orangerie abrite la médiathèque intercommunale.
L'espace poétique Pierre-Boujut et l'association des amis de Pierre Boujut qui continue son apport culturel. En juillet 1987, Daniel Briolet organise avec l'aide de Pierre Boujut, un colloque universitaire consacré à La Tour de Feu, au Château Bisquit.
L'association des Cinémaniacs jarnacais cherche à promouvoir le cinéma en proposant à l'auditorium de la ville les films qui font l'actualité.

## Lieux et monuments

### Patrimoine religieux

#### Église Saint-Pierre
L'église Saint-Pierre, ancien prieuré bénédictin du diocèse de Saintes, archiprêtré de Jarnac, appartient à l'abbaye de Saint-Cybard d'Angoulême dès le VIIIe siècle ; l'église primitive, probablement en bois, est attestée dépendre dès l'an 773 de Saint-Cybard.
Les bases du clocher et de la nef rappellent nettement les caractères du roman primitif. Il y eut un aménagement complet du vieux monument vers la fin du XIe siècle ; on construisit une porte à trois archivoltes; on établit les pilastres avec demi-colonnes dans la nef. Le chœur actuel, avec ses arcatures, remonte à cette époque et devait surmonter une crypte ; on voit encore nettement la naissance d'une abside semi-circulaire en prolongement du chœur.
Au XIIIe siècle, il y eut une deuxième restauration plus complète : on suréleva les murailles ; on construisit de hauts contreforts pour soutenir la poussée des voûtes. Un clocher, avec fenêtres à lancette, fut établi sur une coupole portée par quatre piles, indépendante de la vieille cage de l'ancien campanile. Un chevet rectangulaire remplaça l'abside du XIe siècle et une belle crypte fut construite sous le chevet.
Au XIVe siècle, elle est le siège de l'archiprêtré de Jarnac qui compte une quarantaine de paroisses incluant presque tout le nord du Cognaçais, du ruisseau la Guirlande à l'est à l'Antenne à l'ouest.
Très remaniée à diverses époques, elle a été en partie détruite par les protestants en 1562.
La vieille façade préromane, qui était l'un des plus beaux spécimens de l'art architectural du XIIe siècle, et avait besoin d'être restaurée a été détruite et entièrement refaite dans un style incertain en 1898, par le maire de l'époque.
Sa crypte Saint-Michel du XIIe siècle est le lieu de sépulture des seigneurs de Jarnac, tout au moins à partir du XVe siècle celui des Chabot, « illustre race, l'une des plus anciennes et des plus puissantes du Poitou et de toute la Guyenne ». Elle est classée monument historique depuis 1945.

Église Saint-Pierre
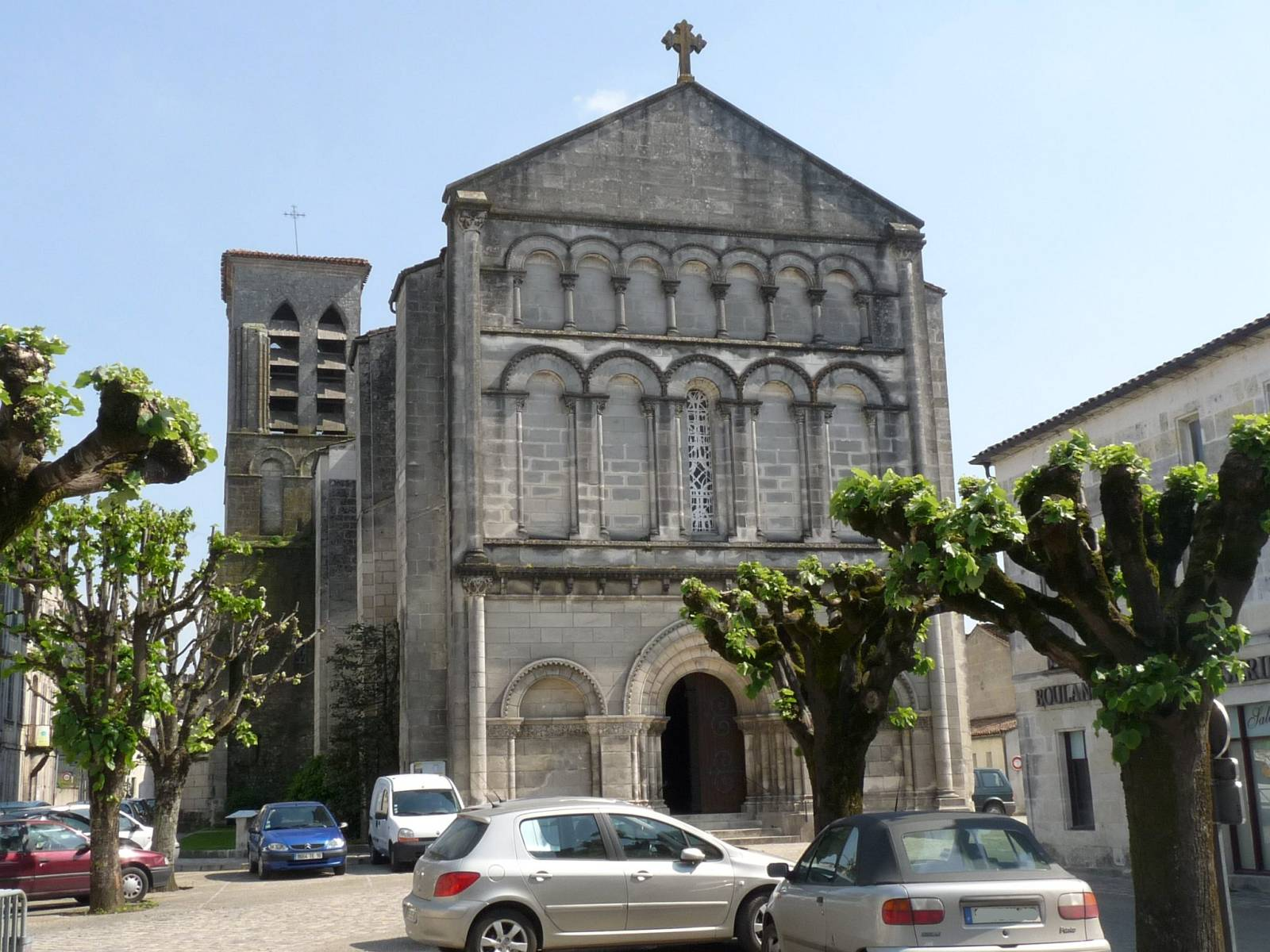
La façade.
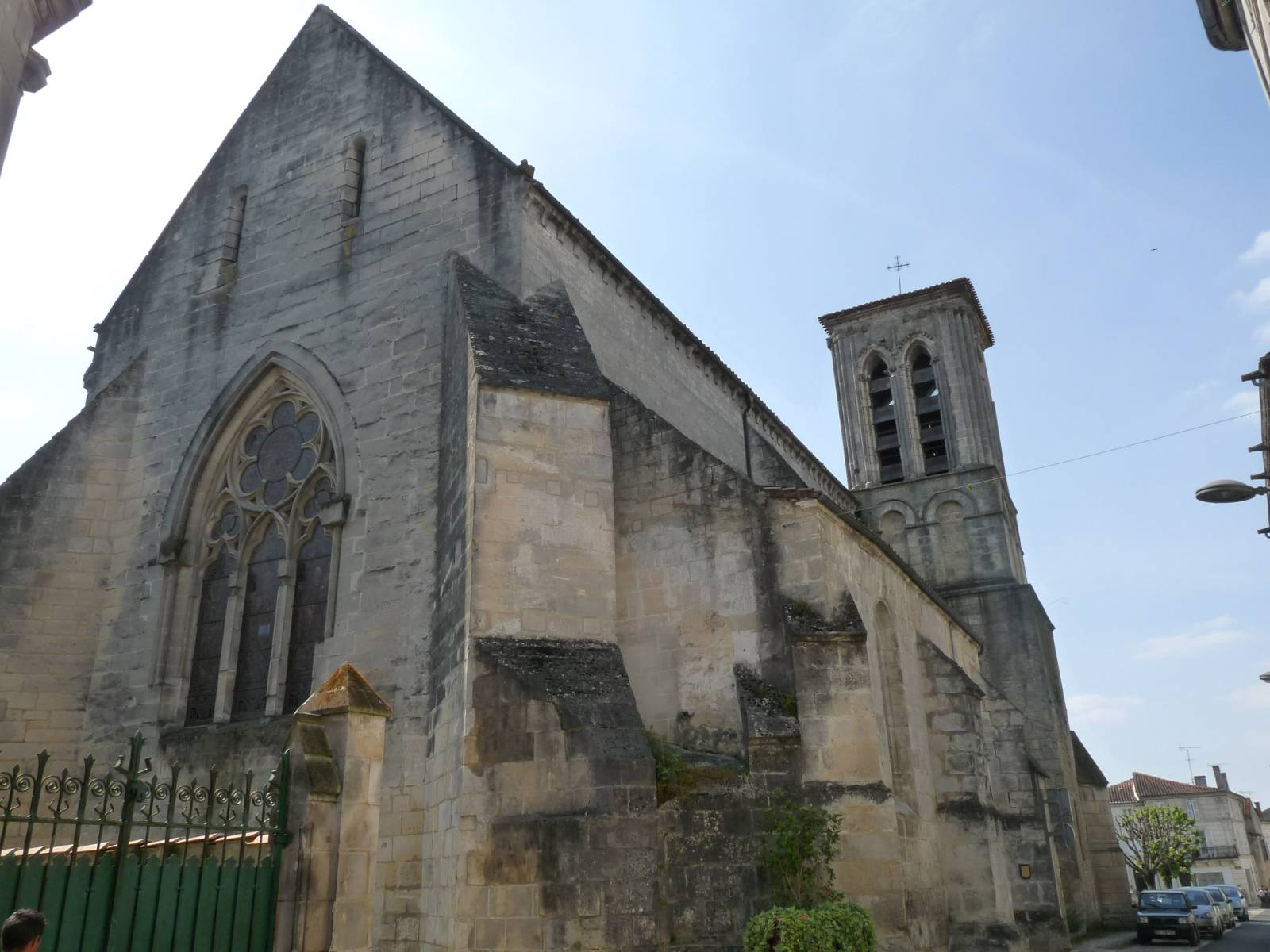
L'arrière et le clocher.
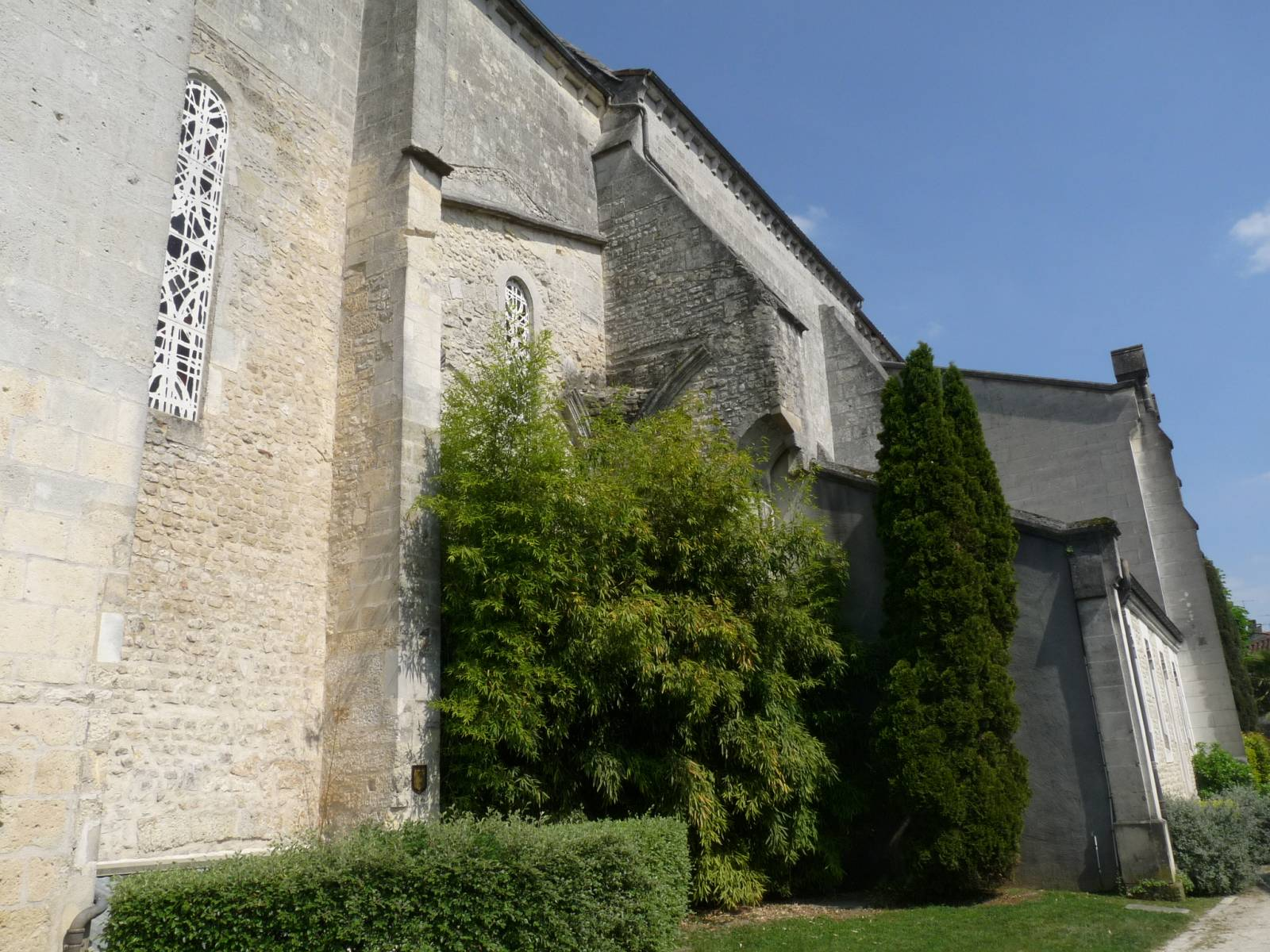
Le mur latéral et les vestiges du prieuré.
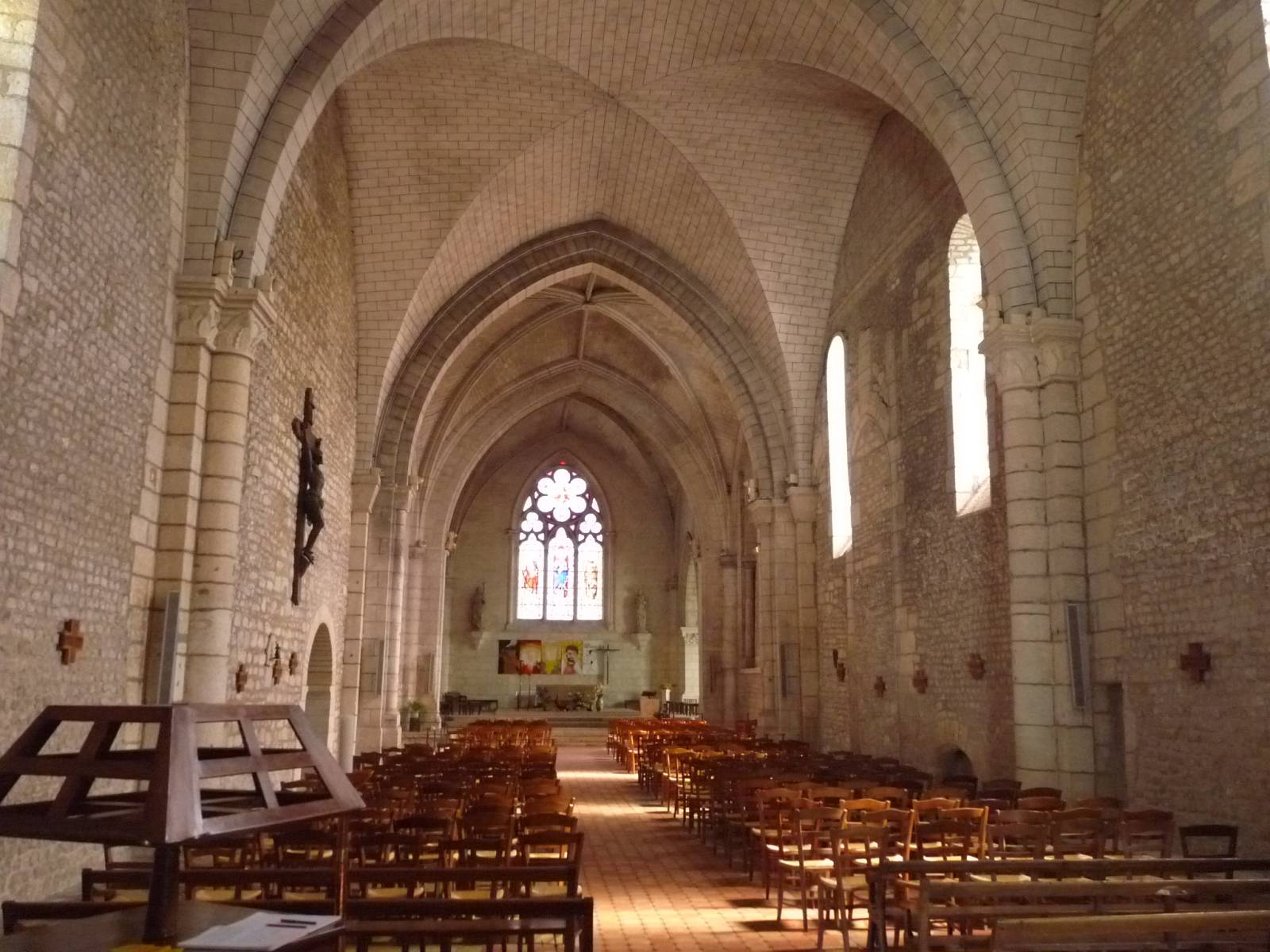
L'intérieur.

#### Le temple protestant

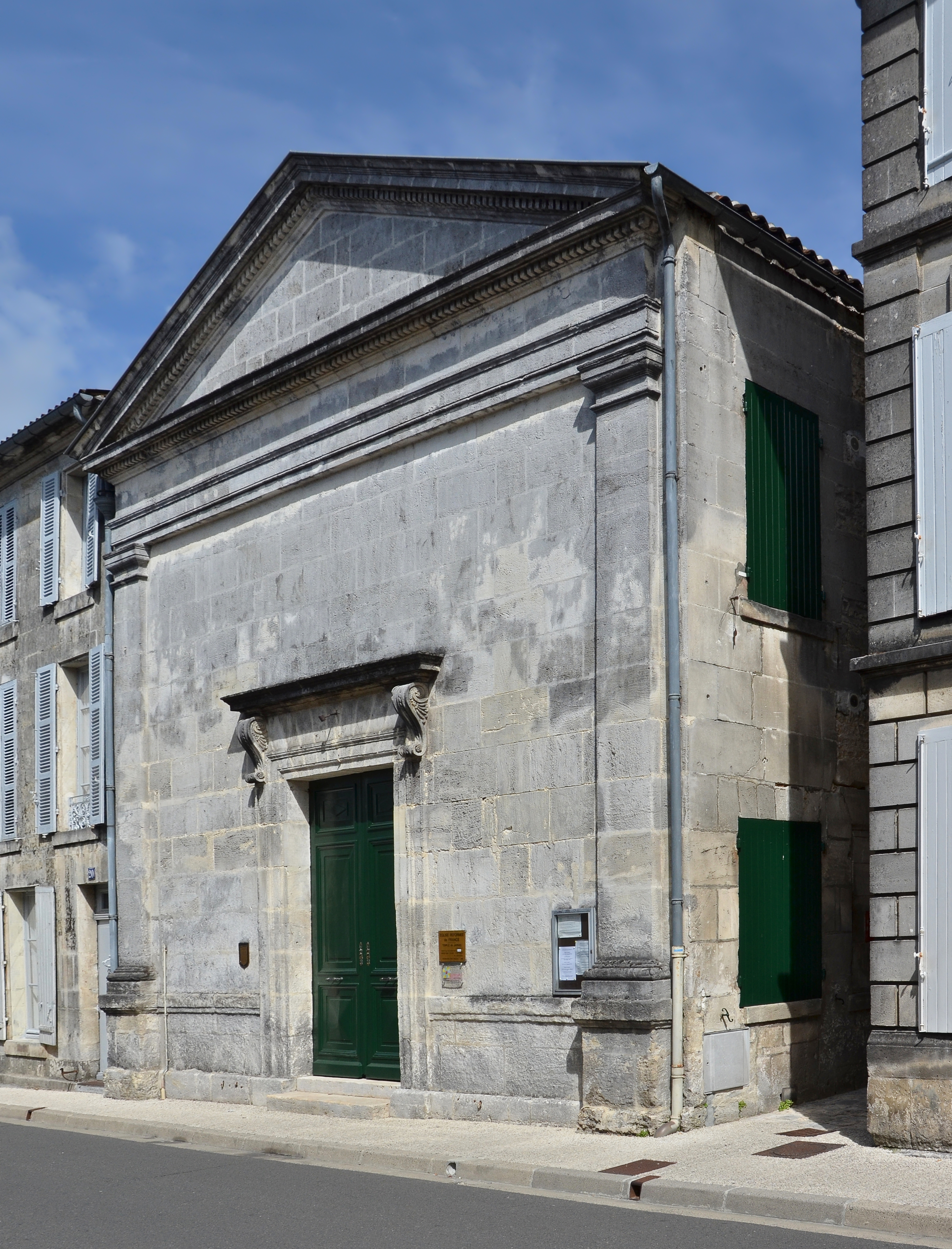
La façade du temple protestant de Jarnac.

Jarnac a été très tôt un des foyers calvinistes de l'Angoumois. Après un premier temple installé dans une grange voisine du château et détruit en 1684, un second temple est édifié en 1761. Le temple protestant de Jarnac actuel existait vraisemblablement en 1806. Il a fait l'objet de travaux d'agrandissement et de réaménagement au XIXe siècle : à partir de 1820, agrandissement et rehaussement du temple, ces travaux permettant l'accès au temple depuis la rue ; en 1888 réparations et aménagements intérieurs.
Le temple, de plan rectangulaire très allongé, comporte deux parties distinctes : l'ancienne maison d'oraison de 1761 et l'extension, possédant une façade néo-classique exprimant la sobriété de l'église réformée.
Il est inscrit monument historique depuis 1998. La paroisse gère également le temple protestant de Cognac.

#### Couvent, prison des Récollets
Le couvent des révérends pères Récollets de Jarnac est fondé par le comte Guy-Charles Chabot et sa première femme Marie-Claire de Créqui, le 17 novembre 1680, en partie sur des caves voûtées du XIVe siècle, et en partie sur l'emplacement de l'ancien temple protestant qui servira de magasin d'eau-de-vie pendant la Révolution…
Le bureau est construit en 1740 pour un notaire. Rétrocédés en 1770 au comte de Jarnac, les bâtiments sont vendus en 1774. Les propriétaires sont, de 1763 à 1817, Ranson et Delamain, et, à partir de 1824, Paul Roullet et Henri Delamain. Ils sont de nouveau vendus en 1825 pour être transformés en prison. En 1875, les bâtiments deviennent de nouveau des chais de la maison de cognac Delamain.

### Patrimoine civil

#### Maison natale et musée François Mitterrand
La maison natale de François Mitterrand est située 20bis, 22 rue Abel-Guy,. Elle est inscrite monument historique depuis 2006.
Le musée François Mitterrand, situé à l'espace culturel de l'Orangerie, est la quatrième et dernière des donations de François Mitterrand.

#### Logis de Nanclas
Le logis de Nanclas, des XVIe siècle, XVIIe et XVIIIe siècles ; le corps de logis, le portail et la fuie sont inscrits aux monuments historiques depuis 1985.

#### L'hôtel de ville
La mairie est située place Jean-Jaurès et occupe 2 062 m2. Les travaux de construction se déroulent du 15 août 1864 à 1888, fin des aménagements intérieurs, projet mené par le tandem Paul Abadie fils, Édouard Warin. Cet hôtel de ville est un édifice imposant, bel exemple de l'architecture du XIXe siècle adaptée à la notion de pouvoir communal. L'arcade centrale, qui sert de porche d'accès, porte la date de 1867, année d'achèvement du gros œuvre.
À l'intérieur, la Table de Condé, objet remarquable en bois ouvragé surmontée d'une dalle de marbre rouge, aurait accueilli la dépouille du prince de Condé tué pendant la bataille de Jarnac (1569)[réf. nécessaire], ainsi que le buste d'Alexandre Bisquit en marbre du XIXe siècle.

#### Château de Souillac
Le château de Souillac date du XIXe siècle. Il est situé rue des Épiciers, au lieu-dit Souillac.

#### Château Saint-Martial
Le château Saint-Martial est un logis du XIXe siècle construit au bord de la Charente par la famille Bisquit, riches négociants en cognac. Actuellement chambres d'hôtes, il est inscrit monument historique depuis 2014.

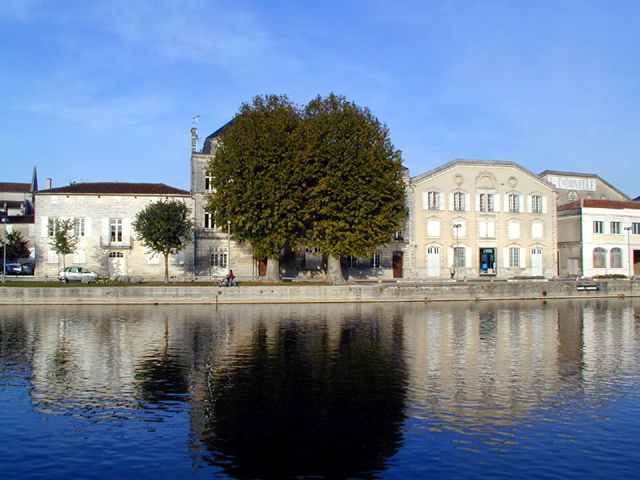
le Musée Mitterrand, quai de l'Orangerie.
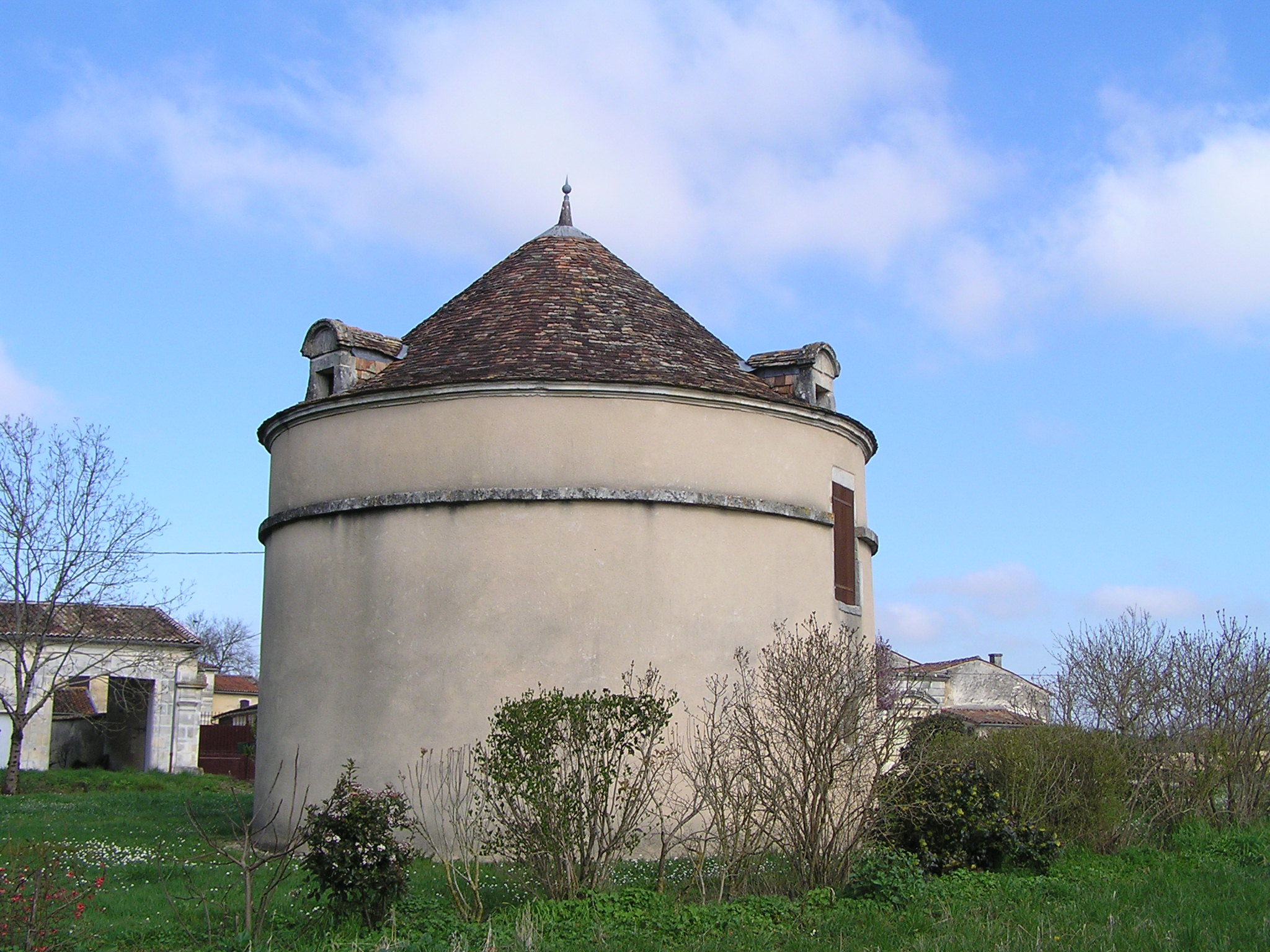
Fuie du logis de Nanclas.
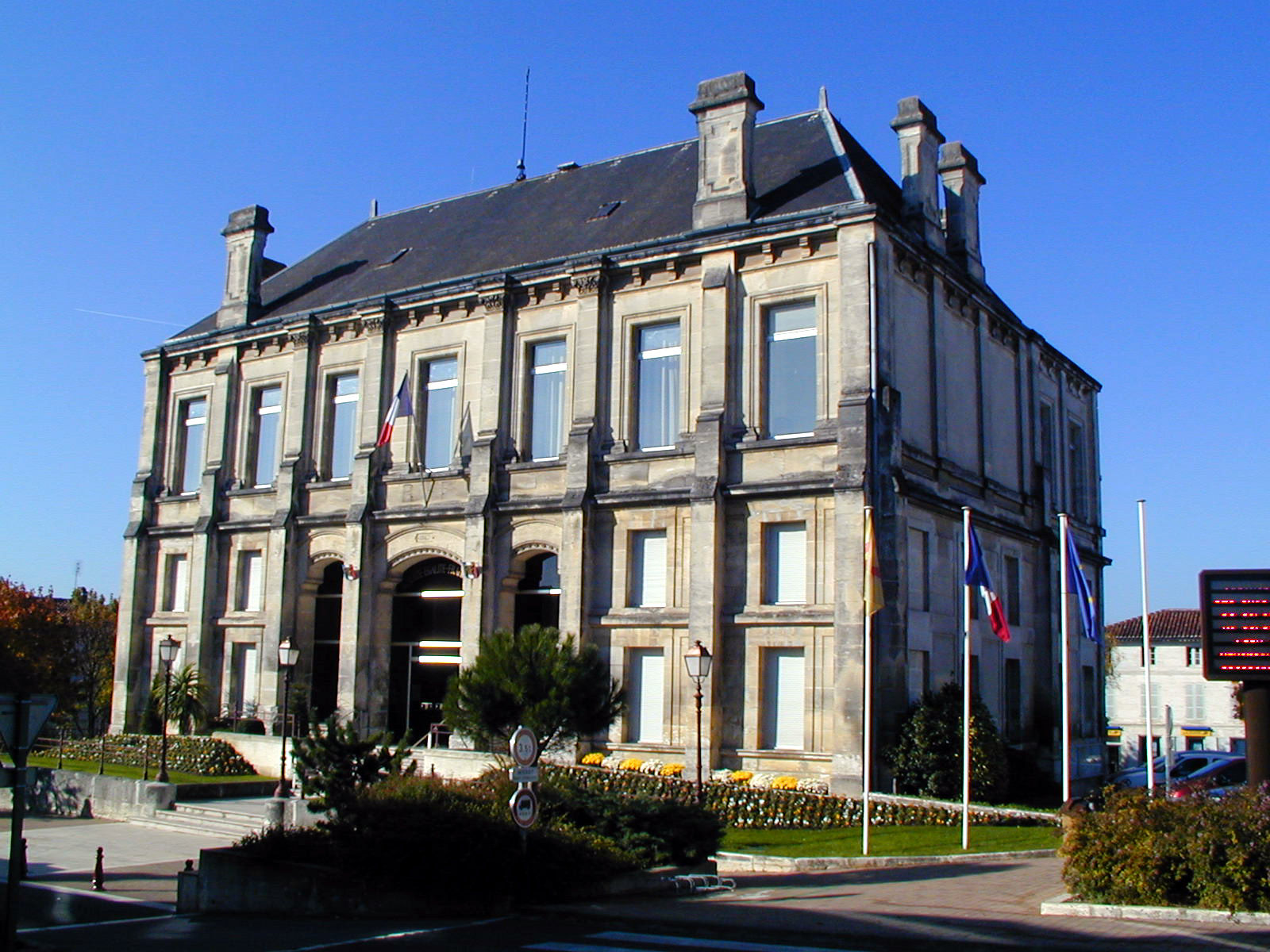
La mairie de Jarnac.
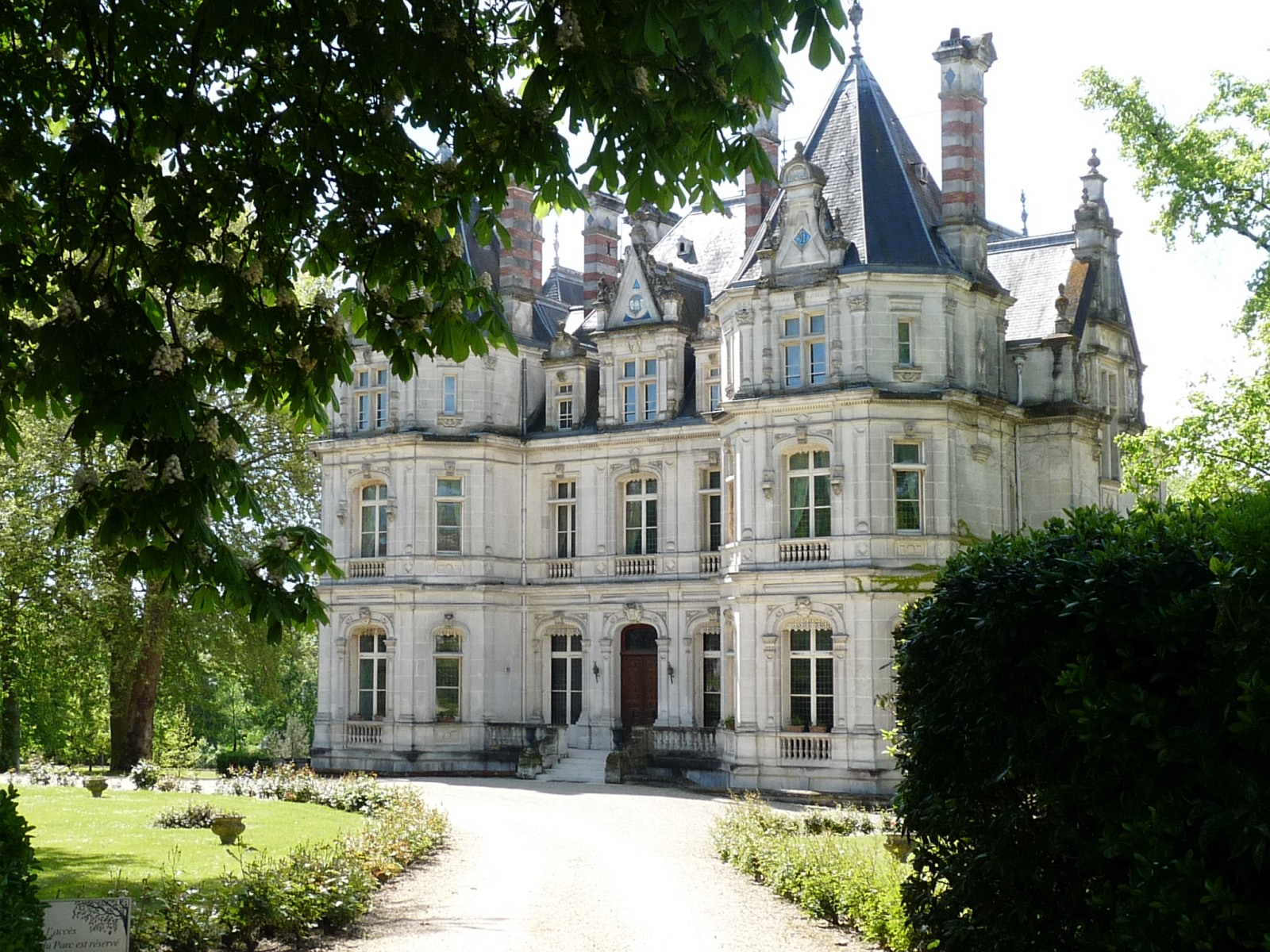
Le château Saint-Martial.

### Patrimoine environnemental
Jarnac possède un beau parc dans l'île de la Charente où se situe l'écluse et où se trouvait l'ancien château.

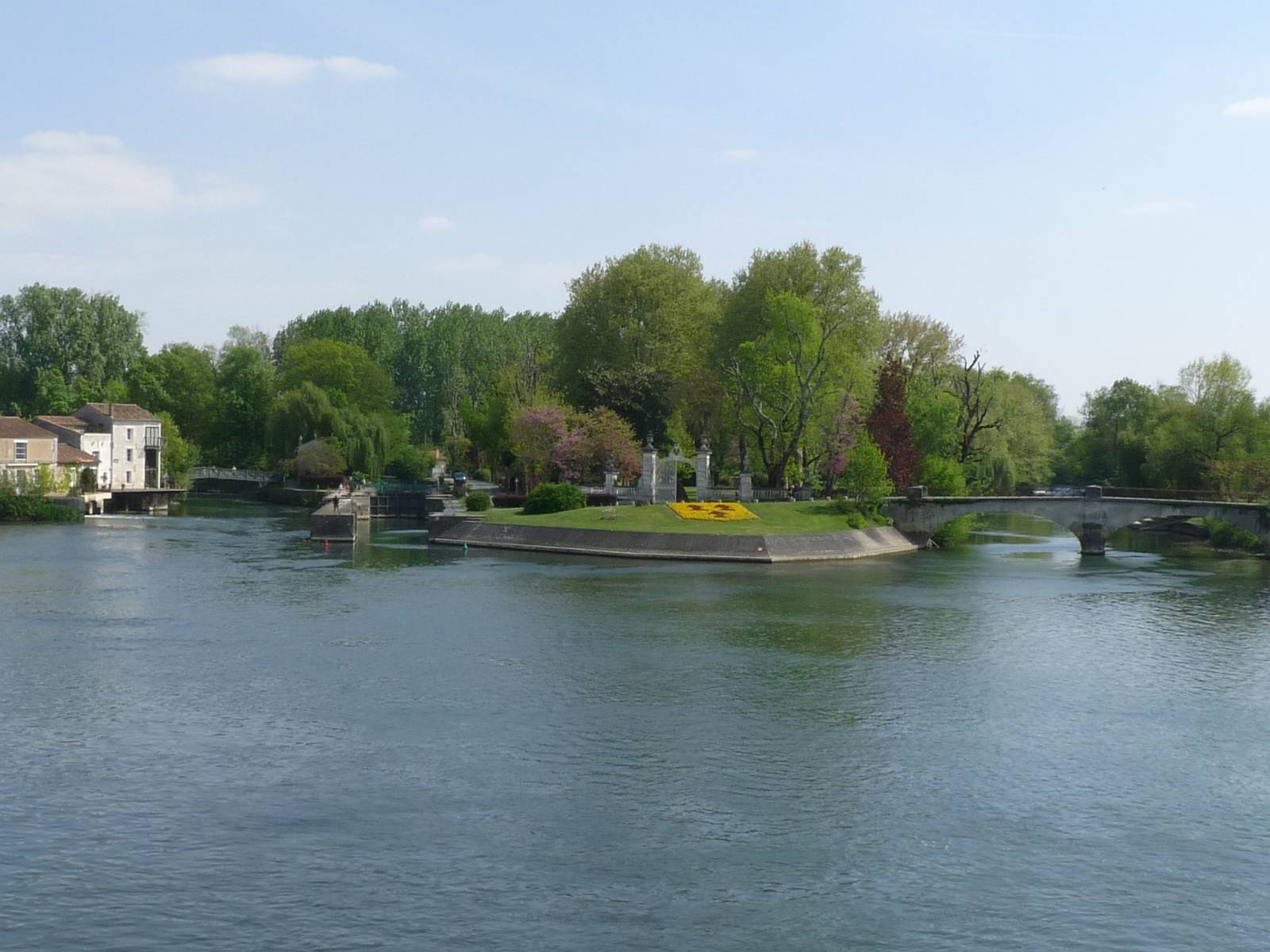
Le parc et l'écluse.
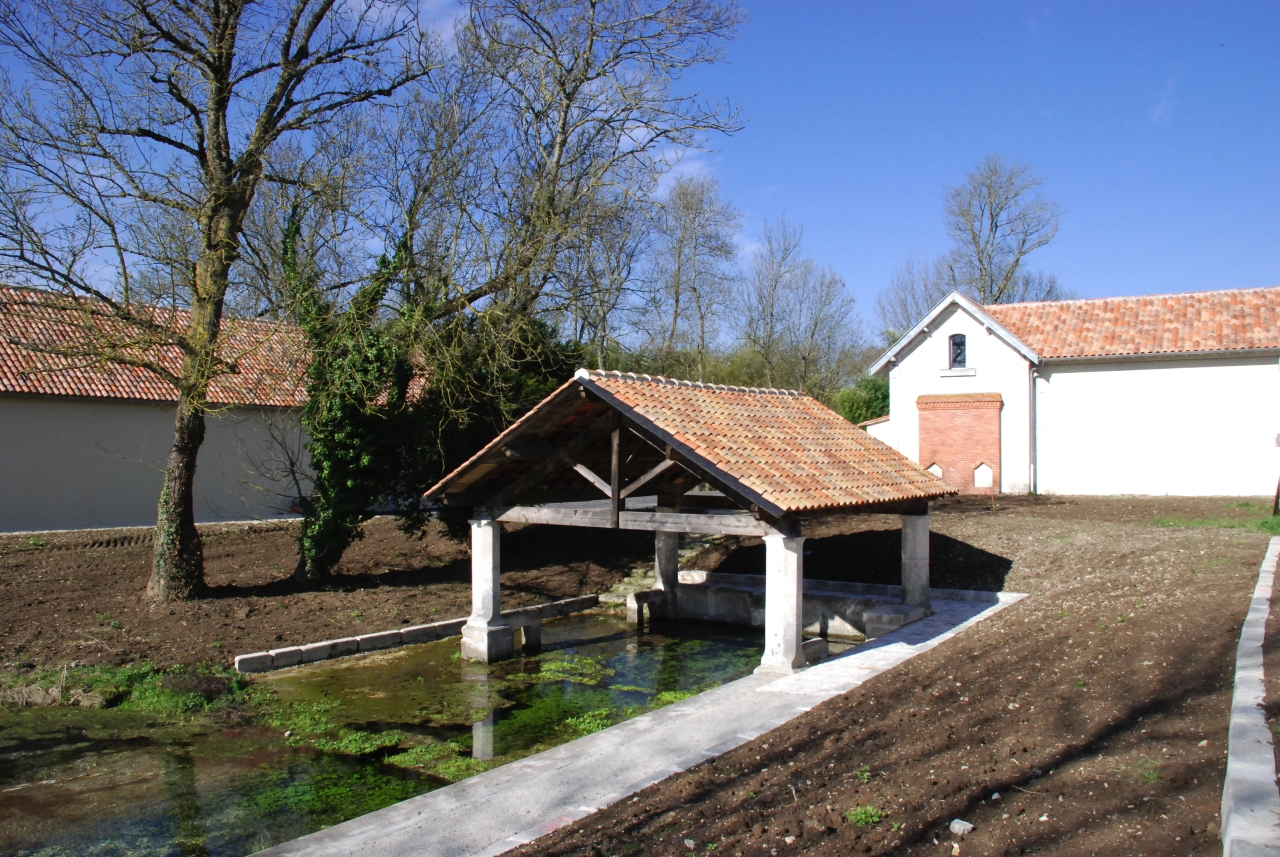
Lavoir de la Touche.

Le GR 4 qui va de Royan à Grasse traverse la commune.

## Personnalités liées à la commune
- François Mitterrand, président de la République Française de 1981 à 1995, est né à Jarnac le 26 octobre 1916 et mort le 8 janvier 1996 à Paris ; il repose au cimetière des Grand'Maisons.
- Robert Mitterrand est un ingénieur français né à Jarnac le 22 septembre 1915 et décédé à Paris le 9 décembre 2002. C'est le frère du président de la République François Mitterrand, et de Jacques Mitterrand (général).
- Jacques Mitterrand, général d'armée aérienne, frère cadet du précédent, est né à Angoulême le 21 mai 1918, décédé le 21 octobre 2009 ; il repose dans le caveau familial à Jarnac, aux côtés de son frère.
- Alexandre Bisquit, créateur de la maison de cognac Bisquit en 1819, est né le 10 novembre 1799, décédé le 8 août 1886. En mars 1848, il est élu maire de Jarnac, mais le coup d'État du 2 décembre 1851 met fin à son mandat municipal.
- Philippe Chabot (1492, †1543), fils de Jacques Chabot, chevalier, seigneur de Jarnac. Il a fait la branche des comtes de Charny et de Buzançais, par sa femme Françoise, comtesse de Buzançais et de Charny ; il fut amiral de France, dit l'amiral de Brion.
- Guy Chabot, premier du nom, seigneur de Saint-Gelais, deuxième baron de Jarnac, (1514, † 6 août 1584), auteur du célèbre coup de Jarnac le 10 juillet 1547.
- Louis Ier de Bourbon-Condé, Prince de Condé trouva la mort pendant la bataille de Jarnac qui vit, le 13 mars 1569, la victoire du duc d'Angoulême, duc d'Anjou, futur roi Henri III sur les troupes protestantes.
- Léonor Chabot (1541, † 1605), chevalier, troisième baron de Jarnac, seigneur de Saint-Gelais, de Saint-Aulaye et de Montlieu, fils du précédent, qui fut gentilhomme de la maison du roi, fidèle compagnon du roi Henri IV[68].
- Henri de Chabot, né à Jarnac en 1615, mort à Paris en 1655, arrière-petit-fils de Guy Chabot fonde la branche des Rohan-Chabot en épousant Marguerite de Rohan (1617- † 1684), seule survivante des neuf enfants de Henri II, duc de Rohan, prince de Léon. Les titres et possessions d'Henri de Rohan passent dans la Maison de Chabot. Le titre de duc de Rohan et pair de France est recréé pour lui, il devient également prince de Léon, comte de Porhoët et de Lorges, marquis de Blain et de La Garnache, baron de Mouchamps, seigneur de Héric et de Fresnay (terre en Plessé), premier baron de la noblesse et président-né des États de Bretagne, gouverneur de l'Anjou.
- Adrien Dubouché (1818 - 1881), collectionneur et peintre de paysages, décédé à Jarnac. De 1857 à 1868, il expose au Salon des fusains remarquables. Négociant en eaux-de-vie ayant épousé Jeanne-Ermance Bisquit, fille d'Alexandre Bisquit. Il est aussi le fondateur, à Limoges, en 1867, du musée qui porte son nom, devenu à sa mort le Musée national de Porcelaine de Limoges.
- Maurice Laporte-Bisquit (1842 - 1908), licencié en droit, élu sénateur de la Charente le 7 janvier 1894 jusque 1903. Il fut maire de Jarnac de 1890 à 1908, et dirigeant de la maison de cognac Bisquit. Chevalier de la Légion d'honneur, officier d'Académie, ancien membre du jury de l'exposition universelle de 1889.
- Jean-Guy Gautier (1875-1938), né à Jarnac, athlète et joueur de rugby, champion olympique en 1900.
- Henriette Violon-Mayer, (1901–1945), née à Jarnac, morte le premier jour de l'Insurrection de Prague (5 mai 1945), dont une rue de Jarnac porte le nom, depuis 2010.
- Pierre Marcilhacy (1910- 1987), fut sénateur de Jarnac et candidat à l'élection présidentielle de 1965 sous l'étiquette du Parti libéral européen (François Mitterrand était aussi candidat à cette élection) ; il était également un écrivain.
- Pierre Boujut, le poète-tonnelier, fondateur de la revue La Tour de Feu, y est né et décédé.
- Burgaud des Marets (Jean-Henri), né à Jarnac le 2 novembre 1806, décédé à Paris le 6 octobre 1873, repose dans le caveau familial du cimetière des Grand'Maisons à Jarnac depuis le 10 octobre 1873. Avocat à la Cour de Paris pendant 40 ans, conteur et fabuliste patoisant (dialecte saintongeais du canton de Jarnac), philologue érudit, traducteur, critique, éditeur, bibliophile.
- Eutrope Lambert, poète et journaliste, né à Jarnac en 1842 et mort le 2 juin 1910.
- Jacques Delamain est un ornithologue français, né en 1874 à Jarnac et mort en 1953 à Saint-Brice en Charente.
- Robert Delamain, écrivain français (Jarnac 1879 – id. 1949), auteur de différents ouvrages concernant le cognac et Jarnac.
- Jean Comandon, médecin (Jarnac 1877 – id. 1970), est un des précurseurs dans l'utilisation du cinéma à but scientifique.
- Odette Comandon, auteur de comédies et de contes, actrice et conteuse patoisante saintongeaise (Angoulême 1913 – † Royan 1996).
- Thomas Hine, fondateur de la maison de cognac Hine, sise à Jarnac.
- Martin Braud et Cédric Forgit, champions d'Europe individuels et vice-champions d'Europe par équipe 2006 de slalom en canoë biplace, vice-champions du Monde en 2007, 3e de la coupe du Monde en 2008 et 4e aux Jeux olympiques de Pékin en 2008, font partie du club de canoë-kayak de Jarnac.
- Michel Boujut, fils de Pierre Boujut, est un critique de cinéma français né le 13 mai 1940 à Jarnac et mort le 29 mai 2011 à Paris.
- Jacques Pras est un ancien coureur cycliste français, né le 12 juin 1924 à Bréville et décédé le 18 juillet 1992 à Jarnac. Il est le père de l'artiste Bernard Pras.
- Princesse Jade (1961-), née à Jarnac, animatrice radio.
- Jean-Michel Lambert (1952-2017), magistrat, est né à Jarnac. Connu aussi sous le surnom de juge Lambert, il fut juge d'instruction lors de l'affaire Grégory.
- Raymond Tournier (1916-1998), Compagnon de la Libération, inhumé au cimetière des Grand'Maisons.

## Héraldique
| Blason de Nom de la commune | Blason  | D'or à trois chabots de gueules. Devise / CriConcussus resurgo (Frappé, je me relève). |
| Blason de Nom de la commune | Détails | Blason de la maison de Chabot. Le blason est surmonté de la couronne murale à trois tours crénelées. La terre de Jarnac a été possédée par trois grandes familles, les Lusignan, les Craon et les Chabot, noms illustres dans l'histoire de France. Les Lusignan-Jarnac, qui ne l'avaient qu'à titre de seigneurs, portaient leurs armes : burelé d'argent et d'azur, de 10 pièces, à un lion rampant de gueules sur le tout. Cimier : une mélusine, issante d'un casque de chevalier. La maison de Craon, qui la possédait au même titre, avait ses armes : losangé d'or et de gueules. Les Chabot-Jarnac ont toujours conservé les armes primitives de leur maison, qui étaient : d'or, à trois chabots de gueules. Mais au casque de chevalier succéda, en 1518, le cercle de baron, entouré de tortil de perles et, en 1651, la couronne de comte. Le statut officiel du blason reste à déterminer. |

## Jumelages
- Dalkeith (Ecosse) (Écosse) depuis 1960, voir Dalkeith (en)[70]
- Lautertal (Allemagne) depuis 1982, voir Lautertal (de)[71]
- Donnacona (Québec) depuis 1995[72]
- Dogliani (Italie) depuis 2000, voir Dogliani (it)[73]

## Galerie d'images

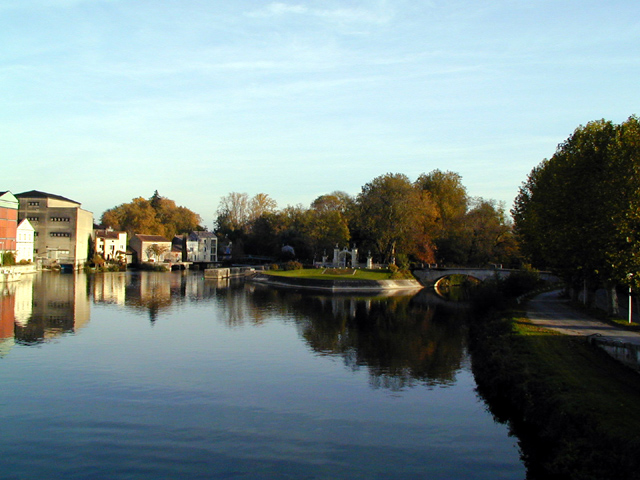
Le Parc, les moulins, l'écluse.
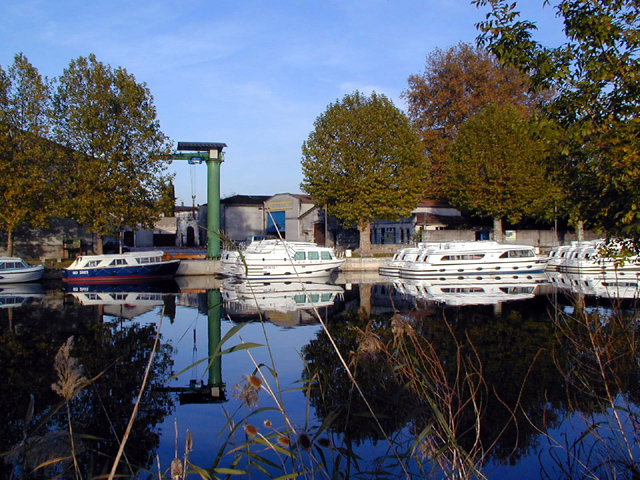
Le port Gros-Jean.
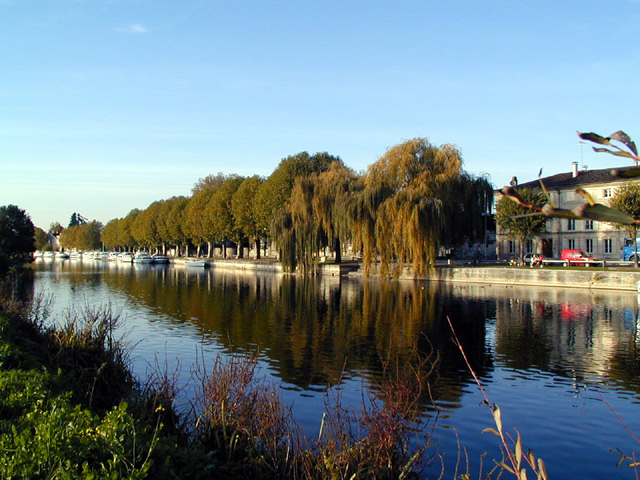
La Fontbadant.
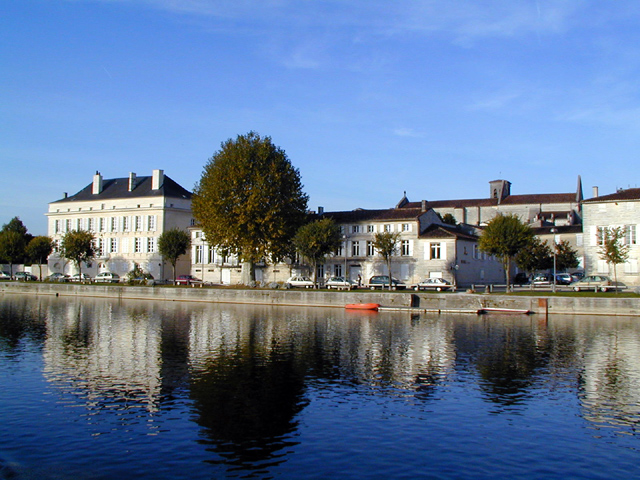
Le quai de l'Orangerie.
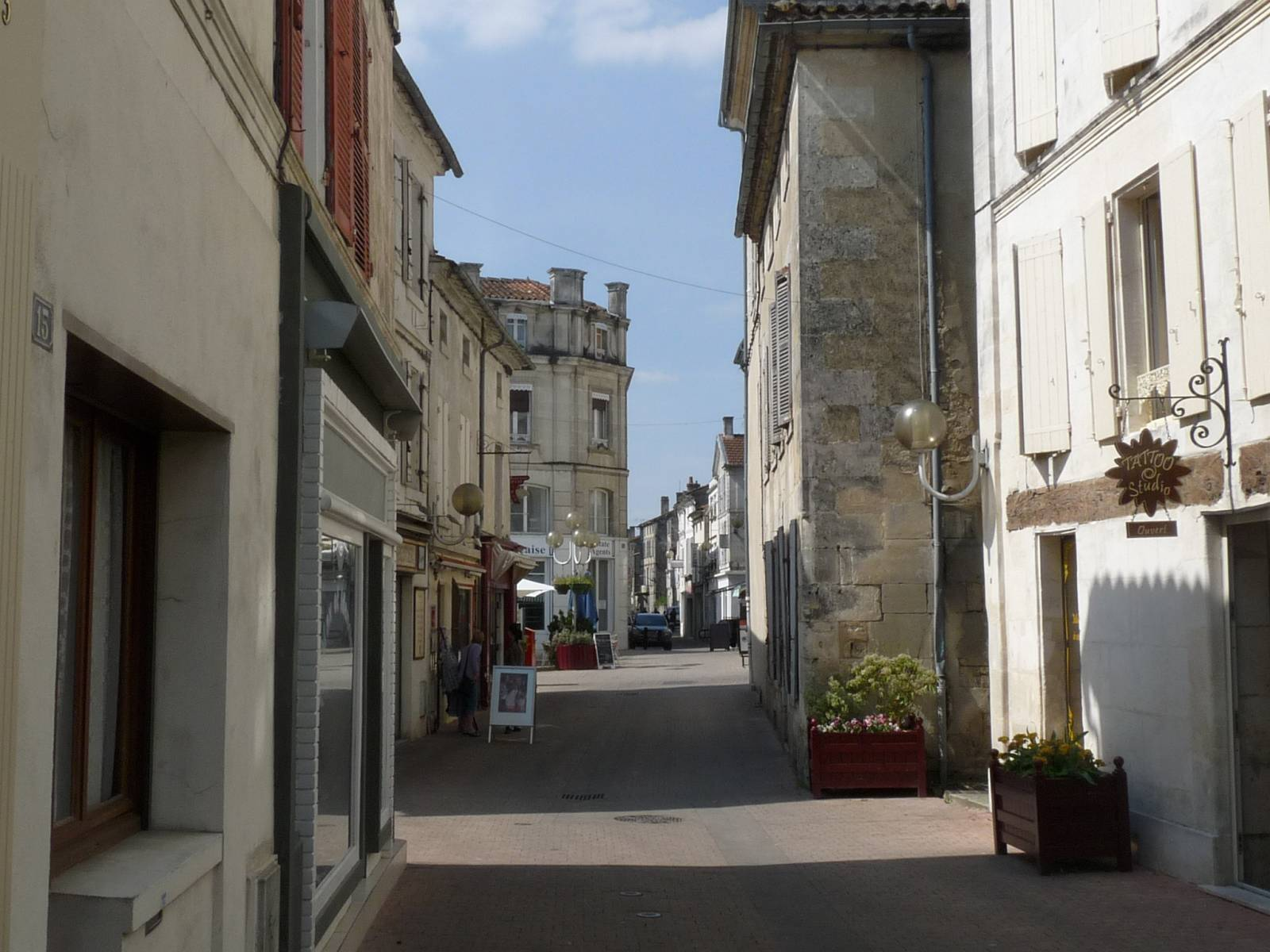
La Grand'Rue, artère piétonne.
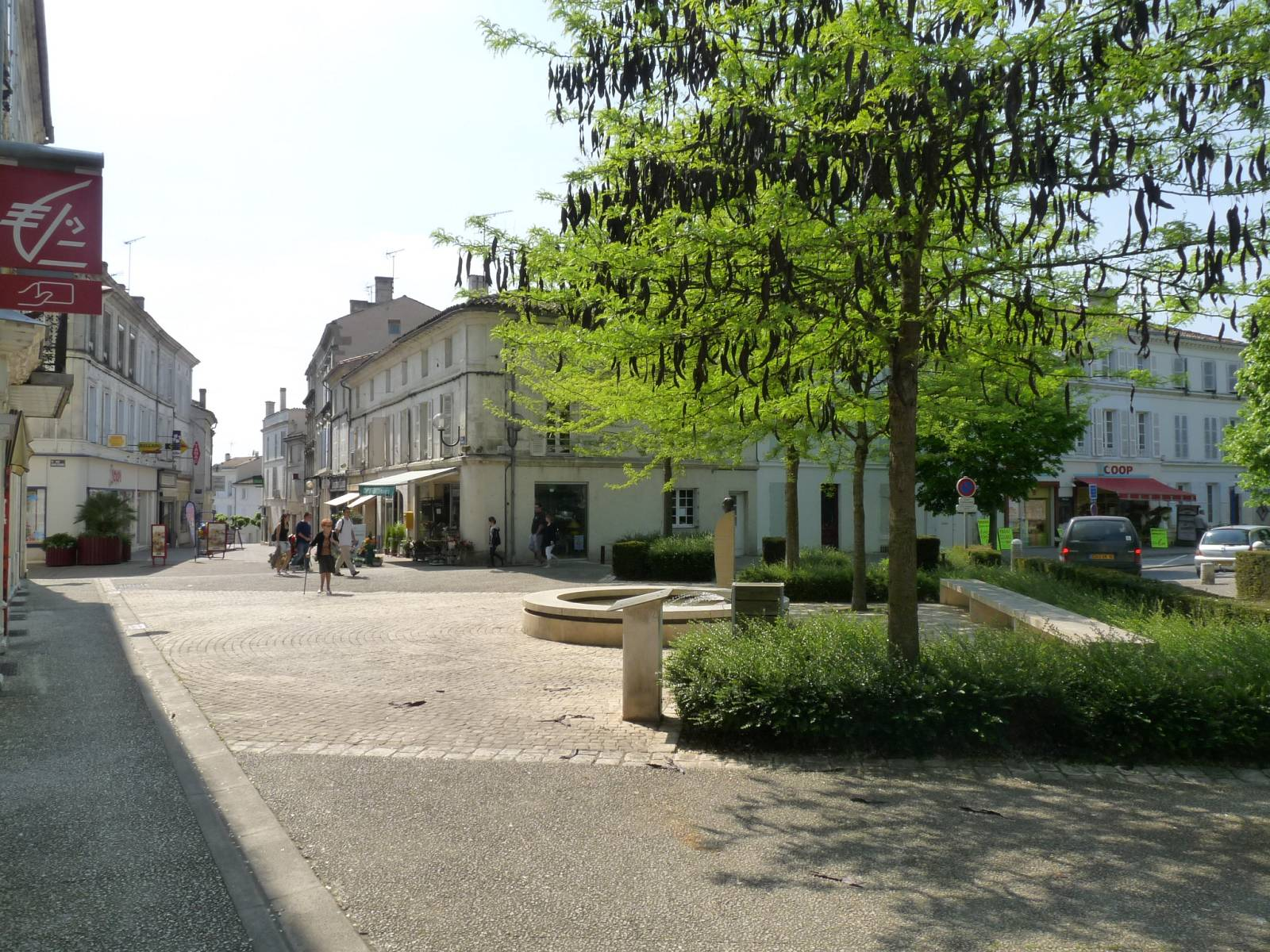
La place du Baloir.